# Liste der Kulturdenkmale in Leutkirch im Allgäu

Wappen von Leutkirch

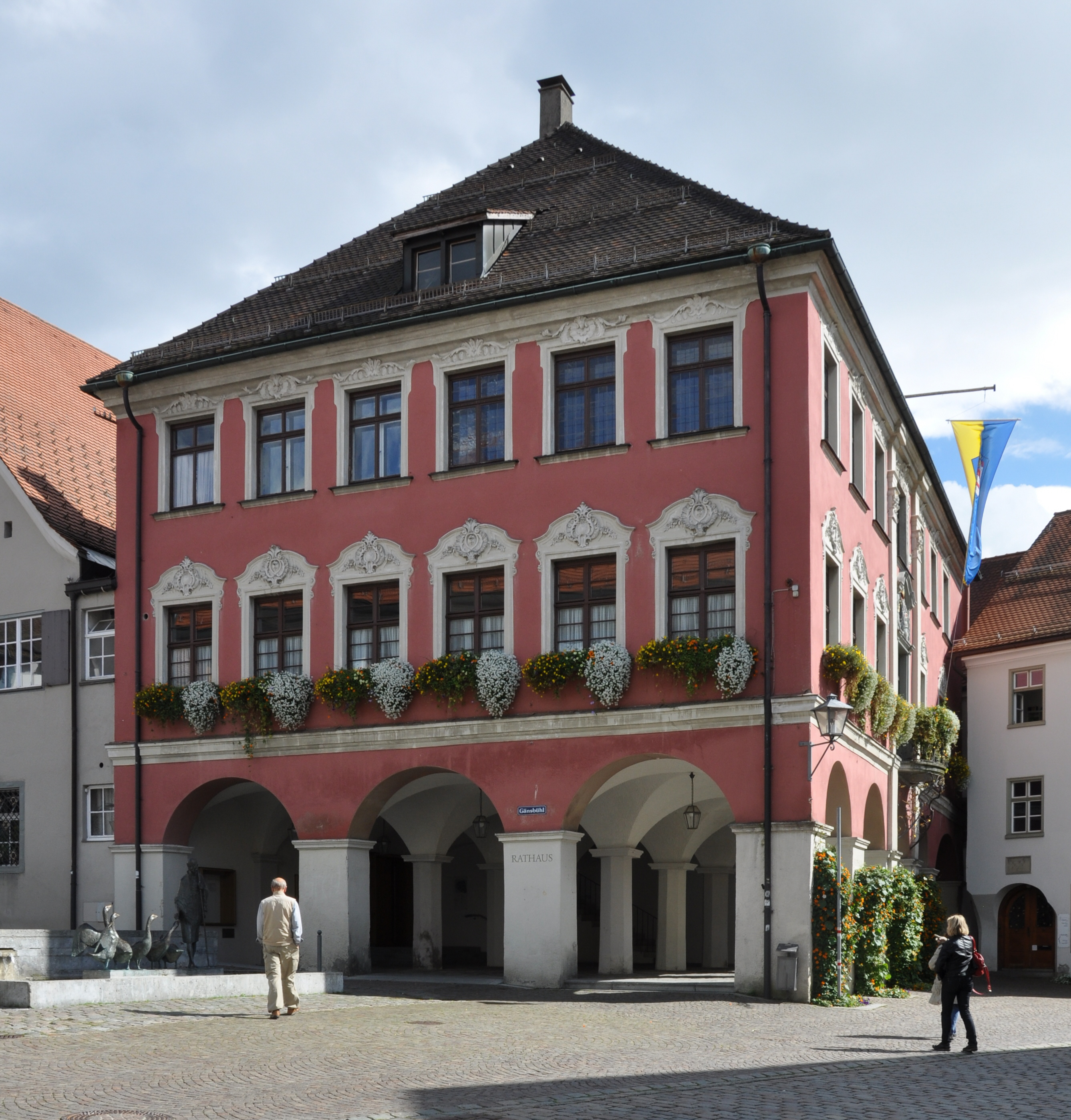
Leutkircher Rathaus

In der Liste der Kulturdenkmale in Leutkirch im Allgäu sind Bau- und Kunstdenkmale in der Kernstadt Leutkirch im Allgäu sowie in den Ortsteilen verzeichnet. Neben den 228 hier verzeichneten Bau- und Kulturdenkmalen gibt es im Stadtgebiet noch 15 archäologische Kulturdenkmale aus frühgeschichtlicher und antiker Zeit und 15 Kulturdenkmale der Mittelalterarchäologie.

## Gesamtanlage nach § 19 DSchG
Die Altstadt von Leutkirch ist darüber hinaus denkmalgeschützte „Gesamtanlage“ nach §19 Denkmalschutzgesetz Baden-Württemberg. Die Beschreibungen der geschützten Kulturdenkmale aus dem „Denkmalpflegerischer Werteplan Gesamtanlage Leutkirch im Allgäu“ sind weitgehend übernommen worden, um die Bedeutung der Gesamtanlage zu unterstreichen. Der Werteplan führt noch eine Reihe von erhaltenswerten Gebäuden und Grünanlagen auf; diese sind aber nicht aufgenommen.
Leutkirch im Allgäu hat sich seinen mittelalterlichen Stadtgrundriss weitgehend bewahren können und bietet mit seinem vielfach in das 15. bis 17. Jahrhundert zurückreichenden historischen Gebäudebestand bis heute das Bild einer kleinen oberschwäbischen Reichsstadt, die geprägt wurde sowohl von der Lage an der wichtigen Handelsstraße Lindau – Augsburg als auch von ihrem großen ländlichen Einzugsbereich. Noch immer bestimmen die Türme der beiden Pfarrkirchen und der Bockturm die Silhouette der Stadt, während ihre innere Struktur vom Nebeneinander von repräsentativer Bebauung und stattlichen Gast- und Bürgerhäuser an der zentralen Achse der Marktstraße und im südöstlich
gelegenen „geistlichen Viertel“ sowie von schlichterer, kleinteiligerer Bebauung im westlichen Handwerkerviertel geprägt wird. Aufgrund dieser Bedeutung ist Leutkirch seit 1980 eine Gesamtanlage gemäß § 19 DSchG, an deren Erhaltung ein besonderes öffentliches Interesse besteht.

## Stadtbaugeschichte

### Stadtwerdung
Der Name Leutkirch findet sich erstmals im Jahr 843 in einer Urkunde des Klosters St. Gallen, als dieses Güter in „Liutchirichun“ tauschte. Die „Leutekirche“, die der Siedlung ihren Namen gab, ist jedoch schon früher belegt. 788 wird ein Priester Ratpot „in ipsa ecclesia nibulgauia“ erwähnt. Im Jahr 797 wurde im Vorgängerbau der heutigen Martinskirche in Ufhofen im Nibelgau („in Ufhoua, in Nibelcoge, in atrio sancti Martini“) eine weitere St. Gallener Urkunde ausgestellt. Die Keimzelle Leutkirchs bildete also die wohl im 6./7. Jahrhundert entstandene Siedlung Ufhofen, die in unmittelbarem Umfeld der Martinskirche teilweise auf dem Gebiet der heutigen Kernstadt bzw. im Bereich der südlich von ihr gelegenen Oberen Vorstadt zu lokalisieren ist. Zur Leutekirche St. Martin – Mutterkirchen mit ausgedehntem Pfarrsprengel werden als Leut(e)kirchen bezeichnet – gehörten rund 30 Weiler und Dörfer der Umgebung. Da deren Bewohner zu Gottesdiensten und Gerichtstagen nach Ufhofen kamen, war der Ort für die Entstehung eines Marktes prädestiniert. Es wird vermutet, dass die Siedlung um das Jahr 1200 herum von dem Nibelgaugrafen Hugo von
Montfort das Marktrecht erhielt und so nicht nur kirchliches, sondern auch wirtschaftliches Zentrum für das Umland wurde. Die Entwicklung der Marktsiedlung zur befestigten Stadt vollzog sich im Verlauf des 13. Jahrhunderts. Die für das Jahr 1239 überlieferte Bezeichnung „in burgo Liukirch“ in einem Vertrag, in dem Grenzstreitigkeiten zwischen den Klöstern Kempten und Isny geschlichtet wurden, lassen vermuten, dass Leutkirch damals schon über eine Stadtbefestigung verfügte bzw. diese zumindest im Bau war. Mit der Verleihung des Lindauer Stadtrechts im Jahr 1293 – zwei Jahre nachdem die Grafen von Montfort Leutkirch zusammen mit der Grafschaft Zeil an König Rudolf von Habsburg verkauften hatten – war der Prozess der Stadtwerdung abgeschlossen.

### Entwicklung zur Reichsstadt
1293 werden die Leutkircher erstmals als „cives“, also als Bürger einer befestigten und beschützten Stadt bezeichnet. 1295 ist ein Ammann und 1311 ein Rat der Stadt nachgewiesen. 1336 wurde Leutkirch von Ludwig dem Bayern von fremden Gerichten befreit und damit reichsunmittelbar. 1347 wurde Leutkirch Mitglied im Schwäbischen Städtebund, und im Jahr darauf erhielt die Stadt mit dem Zollrecht für alle Fahrzeuge und Waren auf der viel befahrenen Reichsstraße eine wichtige Einnahmequelle. Der Erwerb eines eigenen Territoriums gelang Leutkirch jedoch nicht, da die Stadt fast gänzlich von der Landvogtei umschlossen war. Im Jahr 1397 ging schließlich auch die Hohe Gerichtsbarkeit auf Bürgermeister und Rat der Stadt über, die ab 1407 im neu erbauten Rathaus am Gänsbühl Recht sprachen. Leutkirch hatte nun alle Rechte einer Freien Reichsstadt. Die aus der Marktsiedlung zu Füßen der Leutekirche im Verlauf des 13. Jahrhunderts entstandene Stadt entwickelte sich zu beiden Seiten der von Isny nach Memmingen führenden Straße, deren Verlauf von der Marktstraße markiert wird. Bis heute ist die Ausdehnung und Struktur der Kernstadt des 13./14. Jahrhunderts klar im Stadtgrundriss ablesbar. Im Osten zeichnen Teile der Stadtmauer und des vorgelagerten Grabens vom Pulverturm kommend den Hangverlauf der Wilhelmshöhe nach. An der Nordostecke der Stadt, am Viehmarktplatz, bog die Stadtmauer nach Westen um und beschrieb dann einen weiten Bogen, um an der Südostecke wieder auf den Pulverturm zu treffen.

### Viertel und Vorstädte
Auch die innere Struktur der Stadt hat sich bis heute weitgehend erhalten. In der Südostecke – im Umfeld der Martinskirche – entstand ein „geistliches Viertel“ mit Kaplaneihäusern, dem Franziskanerinnenkloster und dem Hl. Geist
Spital. Südlich der Kirche befand sich der in der Mitte des 16. Jahrhunderts vor die Stadt verlegte Friedhof. Das administrative und wirtschaftliche Zentrum Leutkirchs entstand weiter nördlich an der Aufweitung der Marktstraße zum zentralen Platz der Stadt, dem Gänsbühl. An Marktstraße und Gänsbühl (bis ins frühe 19. Jahrhundert als „Markt“ bezeichnet) reihen sich die stattliche Bürger- und Gasthäuser der wohlhabenden Leutkircher. Die vom offenen
Stadtbach durchflossene Westhälfte der Stadt wurde zum bevorzugten Wohn- und Arbeitsort der weniger begüterten Handwerker.
Neben der aus dem Dorf Ufhofen erwachsenen, sich nach Südosten an die Kernstadt anschließenden Oberen Vorstadt an der Straße nach Isny besaß Leutkirch noch eine zweite Vorstadt. Die erstmals im Jahr 1350 archivalisch erwähnte Untere Vorstadt, die sich nördlich der Stadt an der Straße nach Memmingen ausdehnte, geht ebenfalls auf eine ältere Siedlung zurück, auf das im 6./7. Jahrhundert entstandene Dorf „Mittelhofen“. Beide Urdörfer, die stets unbefestigt blieben, haben sich jahrhundertelang ihren bäuerlichen Charakter bewahrt. Für die Bürger der Kernstadt – die zumeist auch eine (Nebenerwerbs-)Landwirtschaft betrieben – wurden Leinwandproduktion und -handel zum bei weitem wichtigsten Wirtschaftszweig. So geben die Steuerlisten von 1590 bis 1610 an, dass 200–250 der insgesamt 450–500 Leutkircher Gewerbetreibenden als Leinenweber ihr Auskommen fanden.

### Reformation und Dreißigjähriger Krieg – wirtschaftlicher Niedergang
Nach der (späten) Einführung der Reformation 1546 sicherte ein 1562 zwischen der Stadt und dem Abt von Weingarten als Patronatsherr der Pfarrkirche geschlossener und später mehrfach erneuerter Vertrag die Rechte der Katholiken.
Die Martinskirche blieb der katholischen Minderheit (der Rat erlaubte nur 25 altgläubige Familien in der Stadt) und den vorderösterreichisch-katholischen Dörfern der Landvogtei, die nach Leutkirch eingepfarrt waren, als Pfarrkirche erhalten. Die evangelischen Bürger nutzen zunächst die Spitalkirche als Gottesdienstraum, bis sie 1613–1615 mit der anstelle einiger Bürgerhäuser an der Westseite der Stadt errichteten Kirche zur Heiligen Dreifaltigkeit ein eigenes Gotteshaus erhielten – den ersten protestantischen Kirchenneubau im württembergischen Allgäu.
In der ersten Hälfte des 17. Jahrhunderts verursachte der Dreißigjährige Krieg, der mit zwei Pestepidemien, Einnahmen und Plünderungen durch die schwedischen Truppen verbunden war, eine deutliche Zäsur im (Wirtschafts-)Leben der
Stadt. Am Ende des Krieges war die Zahl der Bürger war von 450 auf 184 gesunken und der zuvor als Haupteinnahmequelle so wichtige Leinwandhandel war stark zurückgegangen. Während beim Ausbruch des Krieges 1618 noch rund 5000 Stück Leinwand exportiert wurden, waren es 1653 nur noch 300 Stück. In der Folge verstärkten Türken- und Franzosenkriege sowie der Spanische Erbfolgekrieg mit ihren Belagerungen und hohe Kontributionszahlungen den wirtschaftlichen Niedergang und eine hohe Verschuldung der Stadt. So verwundert es nicht, dass sich das Bauwesen auf Reparaturen bzw. Ersatzbauten der im Krieg, vor allem bei zwei Bränden in der „Unteren (nordwestlichen) Stadt“
1630 und 1729 zerstörten Gebäude beschränkte. Die einzige größere Baumaßnahme war der Neubau des Rathauses (1742) anstelle des Vorgängerbaus aus dem frühen 15. Jahrhundert, der den Stolz und Anspruch der Freien Reichsstadt baulich manifestierte.

### Württembergische Oberamtsstadt 1810
In den Napoleonischen Kriegen verlor Leutkirch 1802 seine Reichsunmittelbarkeit und fiel zunächst an Bayern und dann 1810 an Württemberg. Es erhielt als Oberamtsstadt für das neu geschaffene württembergische Oberamt Leutkirch wichtige zentralörtliche Funktionen und erlebte als Verwaltungs- und Wirtschaftszentrum einen deutlichen wirtschaftlichen Aufschwung. 1843 berichtet die Beschreibung des Oberamtes Leutkirch: „Die Hauptnahrungsquelle der Einwohner fließt aus dem Feldbau in Verbindung mit der Viehzucht. Über zwei Drittheile der Bürger besitzen eigene Felder, wenn auch zum Theil in beschränktem Umfang. [...] Leutkirch hat keine fabrikmäßigen Gewerbe, aber beinahe alle gewöhnlichen Professionen, welche die Stadt und nächste Umgegend mit ihren Bedürfnissen versehen. Die Vorneigung zur Feldökonomie ist übrigens einem höheren Aufblühen der Industrie nicht günstig. Die zahlreichsten, aber auch zum Theil die ärmsten Gewerbleute sind die Leinwandweber. Von einer sehr bedeutenden Höhe der Blüthe in vergangenen Jahrhunderten sank dieses Gewerbe mit dem damit verbundenen Handel auch hier, wie in dem benachbarten Isny, Memmingen u. a., tief herab.“

### Expansion im 19. und 20. Jahrhundert
Bis in die Mitte des 19. Jahrhunderts verharrte die Stadt ihren mittelalterlichen Grenzen. Neben dem teilweisen Abbruch der Stadtbefestigung im ersten Viertel des 19. Jahrhunderts waren es drei Brände (1797, 1842 und 1864), die den historischen Baubestand vor allem in der Evangelischen Kirchgasse, an Marktstraße und Gänsbühl sowie an der Werkhausgasse dezimierten. Mit Anschluss an das Eisenbahnnetz erlebte Leutkirch als nun leicht erreichbares
Verwaltungs- und Wirtschaftszentrum einen beträchtlichen Aufschwung in den 1870er und 1880er Jahren. Nun begann die Expansion der Stadt über die Grenzen des mittelalterlichen Mauerrings hinaus. Nach dem Anschluss an die Eisenbahnlinie nach Memmingen entstand ab 1889 zwischen dem neu erbauen Bahnhof, den Eisenbahngleisen und der Stadt auf ehemaligen Wiesen- und Weideflächen ein neues Stadtviertel mit öffentlichen Gebäuden, wie dem Postamt (1890/91), dem Amtsgericht (1880), dem Forstamt (1902), dem Finanzamt (1904) und dem evangelischen Pfarrhaus (1895) sowie Wohnungen für Beamte und Arbeiter der Eisenbahn. An der Bahnlinie entstanden zudem größere Betriebe: Neuner’sche Fabrik für landwirtschaftliche Maschinen (1876), Druckerei Roth (1888), Forstbaumschule Carl Edelmann (1902), Lagerhalle der Landwirtschaftlichen Genossenschaften (1912), Sägewerk Peter und Sohn (1920), Faserplattenwerk Zenith AG (1936).
Die Grenzen der Stadt schoben sich in den 1920er Jahren und verstärkt nach dem Zweiten Weltkrieg durch die Anlage neuer Wohngebiete und Stadtrandsiedlungen weit vor. Die Zahl der Einwohner stieg von 3383 im Jahr 1900 auf 6811 im
Jahr 1960 an. Nach der Verwaltungsreform, bei der sich 1973 die Gemeinden Diepoldshofen, Friesenhofen, Gebrazhofen, Herlazhofen, Hofs, Reichenhofen, Winterstetten und Wuchzenhofen mit der Stadt Leutkirch zusammenschlossen,
überschritt die Einwohnerzahl die Grenze von 20.000 und Leutkirch erhielt den Status einer Großen Kreisstadt.
Bis in die 1960er Jahre fanden im historischen Altstadtkern nur geringfügige Änderungen im Baubestand statt, dann aber rissen der Abbruch des Neuen Baus – eines um 1600 als Haus der Leinwandschau östlich des Rathauses errichteten bedeutenden Renaissancebaus – und der Bau des Kaufhauses Bolkart an der Evangelischen Kirchgasse Lücken in das gewachsene Stadtbild. Jedoch gelang es mit der Aufnahme in das Stadtsanierungsprogramm von Bund und Land Ende der 1970er Jahre, der Ausweisung als Gesamtanlage (1980) und mit Hilfe einer Altstadtsatzung einen großen Teil der historischen Bausubstanz Leutkirchs zu schützen. Nicht nur bedeutende öffentliche Bauten, wie das Spital (Stadtbauamt), das Bock-Gebäude (städtisches Museum), das Franziskanerinnenkloster (Seniorenwohnen), das Kornhaus (Stadtbibliothek und Galerie) sowie das Gotische Haus (Tourist-Info, VHS), sondern auch zahlreiche Privathäuser konnten saniert werden. Neubauprojekte – allen voran die Umgestaltung des Salzstadelareals bei der Evangelischen Kirche – wurden in ihrer Gestaltung dem historischen Stadtbild angepasst.

## Kulturdenkmale nach Ortsteilen

### Kernstadt Leutkirch
| Bild           | Bezeichnung | Lage                                                                                              | Datierung | Beschreibung | ID       |
| -------------- | --- | ------------------------------------------------------------------------------------------------- | --------- | --- | -------- |
| Weitere Bilder | Ehemaliges evangelisches Pfarrhaus                                                                              | Bachstraße 7                                                                                      | um 1500   | Dreigeschossiges, traufständiges Wohn- und Geschäftshaus, Erdgeschoss und 1. Obergeschoss massiv und verputzt, 2. Obergeschoss und Giebel freiliegendes Fachwerk, Giebel über Balkenköpfen leicht vorkragend, Satteldach; um 1500 erbaut, um 1600 im Besitz der Stadt, bis zum Bau des neuen Pfarrhauses 1755 als evangelisches Pfarrhaus genutzt, inschriftlich bezeichnet „1626 MMK FVK“, 1824 Verkauf an Privat und Renovierung („Das alte Pfarrhaus wurde von außen renoviert, auch von innen verbessert und mit einer neuen Wohnung im 1. Stock versehen.“), 1952 Erneuerung Haustüre, Kunststeineinfassung, Einbau Schaufenster, 1983 Sanierung, Fachwerkfreilegung, Ausbau Dachgeschoss. Im alten Evangelischen Pfarrhaus eröffnete der Buchdrucker Josef Rauch 1824 eine Buchdruckerei und druckte ab 1826 das „Intelligenzblatt“ für das Oberamt Leutkirch, die erste Leutkircher Zeitung. Das in das 15. Jahrhundert zurückreichende Pfarrhaus hat nicht nur dokumentarischen und exemplarischen Wert als eines der ältesten erhaltenen Gebäude der Stadt, sondern auch für die Kirchengeschichte. Da das im Südosten der Altstadt gelegenen „geistliche Viertel“ um die katholische Stadtpfarrkirche St. Martin auch nach der Einführung der Reformation 1546 religiöser Mittelpunkt für die katholische Minderheit in der Stadt und die große Landvogtei blieb, musste eine neue Kirche für die Protestanten im Westen der Stadt erbaut werden und ein in der Nähe gelegenes Haus als Pfarrhaus eingerichtet werden. Geschützt nach § 2 DSchG |          |
| Weitere Bilder | Bahnhofsgebäude                                                                                                 | Bahnhof 1                                                                                         |           | Im Frühjahr 1889 wurde das Gebäude als Rohbau fertiggestellt und im Sommer 1889 wurden die Bauarbeiten abgeschlossen. 1979 wurde das Gebäude unter Denkmalschutz gestellt. |          |
|                | Wohnhaus (mit Resten der ehemaligen Kapelle St. Wolfgang)                                                       | Balterazhofer Straße 1                                                                            |           | |          |
| Weitere Bilder | Evangelische Pfarrkirche Zur Hl. Dreifaltigkeit                                                                 | Martin-Luther-Platz 1                                                                             |           | Predigtsaalkirche ohne Chor, mit Nordwest-Turm und Satteldach; 1613/1615 nach Plänen von Daniel Schopf gebaut, 1826 große Bau-Reparatur, Durchbruch der Stadtmauer auf der Westseite, Einbau von Fenstern, 1845 Erhöhung des Turms, 1857/60 von Gottlieb Pfeilstricker nach einem Erdbebenschaden zur dreischiffigen Halle im Stil der Neugotik umgestaltet (vergrößerte gotische Spitzbogenfenster, im Inneren Kassettendecke durch neugotisches Gewölbe ersetzt, Orgelempore mit gotischem Maßwerk, neugotische Kanzel), 1972/73 nach Plänen des Stuttgarter Architekten Heinz Rall im Inneren als offene, multifunktionale Begegnungsstätte mit Mehrzweckraum völlig neu gestaltet, 1987 Freilegung Stadtmauer, 2011 Sanierung der Maßwerkrosetten. Die Evangelische Stadtpfarrkirche St. Trinitatis hat hohen dokumentarischen Wert für die Stadtbau- und Kirchengeschichte Leutkirchs und des westlichen Allgäu. Da die alte Leutekirche St. Martin auch nach Einführung der Reformation 1546 Pfarrkirche für altgläubige Minderheit in der Stadt und die große katholischen Landvogtei blieb, entstand 1613–1615 in Leutkirch der erste protestantische Kirchenbau im katholischen Oberland. Zudem prägt der Turm der Dreifaltigkeitskirche zusammen mit dem Turm der Martinskirche und dem Bockturm die vertikale Stadtsilhouette Leutkirchs in höchstem Maße. Geschützt nach § 28 DSchG |          |
|                | Brunnenanlage                                                                                                   | Martin-Luther-Platz                                                                               |           | Neugotische gusseiserne Brunnenanlage, Kastenbrunnen mit vier Röhren, oktogonales Becken mit Maßwerkverzierung, neugotische Säule mit Landsknechtsfigur, 1867 in der Eisengießerei F. Kuhn in Stuttgart-Berg gefertigt und auf dem Gänsbühl beim Rathaus als Stadtbrunnen aufgestellt, 1971 auf den Vorplatz der Evangelischen Kirche versetzt. Der 1971 von seiner zentralen Lage beim Rathaus auf dem Gänsbühl an den Martin-Luther-Platz versetzte Brunnen ist ein wichtiges Zeugnis für Leutkirchs historische Wasserversorgung. Er erinnert daran, dass die Bevölkerung bis zum Bau einer Hochdruckwasserleitung 1895 auf die öffentlichen Brunnen angewiesen war, die von Quellen außerhalb der Stadt gespeist wurden, deren Wasser man mit Deichelleitungen herleitete. Zudem belegt die gusseiserne Brunnenanlage die florierende Gusskunst und die Wiederaufnahme der gotischen Formensprache im 19. Jahrhundert. Geschützt nach § 2 DSchG |          |
| Weitere Bilder | Ehemaliges Kanzleigebäude                                                                                       | Gänsbühl 2                                                                                        |           | |          |
| Weitere Bilder | Wohnhaus | Gänsbühl 6                                                                                        |           | |          |
| Weitere Bilder | Wohnhaus „Im Bock“, heute Heimatmuseum                                                                          | Gänsbühl 9                                                                                        |           | Das Heimatmuseum Museum im Bock zeigt Exponate der Stadt- und Handwerksgeschichte. |          |
|                | Ehemaliges Gerberhaus                                                                                           | Gerbergasse 2                                                                                     | 1603      | Dreigeschossiges, giebelständiges. ehemaliges Gerberhaus, massives Erdgeschoss, zwei Fachwerkobergeschosse (weitgehend verputzt), im 2. Obergeschoss an der westlichen Traufseite Altane, Satteldach; 1603 erstmals erwähnt als „Haus uff dem Bach“, 1827 ist „das alte obgleich bequeme Haus“ renoviert worden, die Ostwand wurde neu aufgeführt, Stuben und Kammern gerichtet, 1983 Gerbereibetrieb aufgegeben, blieb aber noch einige Zeit Anlaufstelle für Häute, die gegerbt werden sollten und hier zwischengelagert wurden. Das stattliche, bis in das 16. Jahrhundert zurückreichende Gebäude hat dokumentarischen und exemplarischen Wert als eines der für die Leutkircher Gerbergasse charakteristischen ehemaligen Gerberhäuser. An dem im südlichen Teil (Nr. 2 bis 8) der Gerbergasse einst offen verlaufenden Stadtbach siedelte sich Gerber mit ihrem wasserintensiven Handwerk an. Kennzeichnend für die ehemaligen Gerberhäuser sind die charakteristischen hölzernen überdachten Altanen, in denen das Leder zum Trocknen aufgehängt wurde. Geschützt nach § 2 DSchG |          |
|                | Ehemaliges Gerberhaus                                                                                           | Gerbergasse 3                                                                                     | 1860      | Viergeschossiger, giebelständiger, verputzter Fachwerkbau, Westwand überwiegend durch Stadtmauer gebildet, südlich und westlich mit Holzgalerie (Altane), Satteldach; um 1860 errichtet, in den 1880er Jahren nach dem Tod des Gerbers Hermann Ehrlich Gerbereibetrieb eingestellt, 1889 Einrichtung einer Werkstatt und eines Trockenraumes mit Heizeirichtung im bisherigen Scheuerraum des Rotgerbermeisters Hermann Ehrlich, 1965 Renovierung, 1979 Umbau Verkaufsraum, 1985 Renovierung. Vorgängerbau 1607 im Besitz des Weißgerbers Hans Miller, 1772 Abbruch nach Brand. Das stattliche, urkundlich bis in das frühe 17. Jahrhundert zurückreichende, nach einem Brand um die Mitte des 19. Jahrhunderts neu errichtete Gebäude hat dokumentarischen und exemplarischen Wert als eines der für die Leutkircher Gerbergasse charakteristischen ehemaligen Gerberhäuser. Geschützt nach § 2 DSchG |          |
|                | Ehemaliges Gerberhaus                                                                                           | Gerbergasse 4                                                                                     |           | Zweigeschossiges, giebelständiges ehemaliges Gerberhaus, massives Erdgeschoss, Obergeschoss verputztes bzw. verbrettertes Fachwerk, im Obergeschoss im Westen Holzgalerie (Altane), Satteldach; Vorgängerbau 1685 erstmals urkundlich erwähnt, 1772 nach Brand abgebrochen, Gerberei vom Weißgerber Johann Ulrich Sauter neu aufgebaut, 1907 Einbau einer Dachwohnung mit Giebelaufbau. Das bis in das 18. Jahrhundert zurückreichende Gebäude hat dokumentarischen und exemplarischen Wert als eines der für die Leutkircher Gerbergasse charakteristischen ehemaligen Gerberhäuser. Geschützt nach § 2 DSchG |          |
|                | Ehemaliges Gerberhaus                                                                                           | Gerbergasse 8                                                                                     |           | Dreigeschossiges, traufständiges, verputztes ehemaliges Gerberhaus, massives Erdgeschoss, Fachwerkobergeschosse, am verbretterten Südgiebel Holzgalerie, Satteldach; 1604 vom Stadtmüller Ambros Egkhardt neu erbaut, 1712 Weißgerberei, 1767 verkauft Melchior Wagenseil seine Wohnherberg mit Gerbergerechtigkeit im Bach'schen Haus an den Hammerschmied Martin Kleiner, 1885 noch Gerberei, 1956 Kamineinbau, 2001 Fenstererneuerung, Renovierungsarbeiten im Inneren. Das stattliche, bis in das 16. Jahrhundert zurückreichende Gebäude hat dokumentarischen und exemplarischen Wert als eines der für die Leutkircher Gerbergasse charakteristischen ehemaligen Gerberhäuser. Geschützt nach § 2 DSchG |          |
|                | Ehemaliges Gerberhaus                                                                                           | Gerbergasse 9                                                                                     | 1728      | Dreigeschossiges giebelständiges Wohn- und Geschäftshaus, Erdgeschoss und 1. Obergeschoss massiv, 2. Obergeschoss und Giebel freiliegendes Fachwerk, Zierfachwerk im 2. Obergeschoss, schlichtes, jünger erneuertes Fachwerk im Giebel, Satteldach mit Schleppgaube, 1728 erbaut, 1820 als „dreistöckiges Wohnhaus mit Scheuer“ genannt, 1945 Dachgaube, 1983 Renovierung, Fassade, Fenster, Fensterläden, Dach, neue Heizung. Vorgängerbau 1607 erstmals erwähnt, 1683 abgebrannt und abgerissen, 1728 verkaufen Bürgermeister und Rat „ihre leere Hofstatt an der Rothen Lachen“ an Melchior Wagenseil, der darauf ein neues Haus baut. Das stattliche, urkundlich bis in das frühe 17. Jahrhundert zurückreichende, nach einem Brand um die Mitte des 18. Jahrhunderts neu errichtete Gebäude hat dokumentarischen und exemplarischen Wert als eines der für die Leutkircher Gerbergasse charakteristischen ehemaligen Gerberhäuser. Geschützt nach § 2 DSchG |          |
|                | Ehemaliger Spitalhof                                                                                            | Höhenweg 20                                                                                       |           | |          |
|                | Amtsgerichtsgebäude                                                                                             | Karlstraße 2                                                                                      |           | |          |
|                | Forstamtsgebäude                                                                                                | Karlstraße 6                                                                                      |           | |          |
|                | Finanzamtsgebäude                                                                                               | Karlstraße 8                                                                                      |           | |          |
|                | Wohnhaus | Kemptener Straße 4 und 4/1                                                                        |           | |          |
|                | Wohnhaus | Kemptener Straße 10                                                                               |           | |          |
|                | Wohnhaus | Kemptener Straße 12                                                                               |           | | Wohnhaus |
| Weitere Bilder | St. Annapflege mit Ummauerungen und Toren (Schloss Hummelsberg)                                                 | Kemptener Straße 11 (Karte)                                                                       |           | |          |
|                | Kapelle | Kemptener Straße 7                                                                                |           | |          |
| Weitere Bilder | Kornhaus, heute Stadtbibliothek                                                                                 | Kornhausstraße 1                                                                                  |           | Dreigeschossiger, giebelständiger Putzbau, im Erdgeschoss einst offene Pfeilerlaube, im Osten zweigeschossiger Fachwerkerker und im Westen gedeckte Außentreppe zum Obergeschoss, Satteldach; 1508/09 erbaut (dendrochronologisch datiert), nach 1930 Schließung des Kornhauses, dann Lager der Raiffeisen-Genossenschaft, während des 2. Weltkriegs als Kornlager benutzt, stand später leer und war 1963 in baufälligem Zustand, 1965/67 Umbau zum Heimatmuseum, innere Wandschale aus Fachwerk (Holz faul) durch Hohllochziegel-Mauerwerk ersetzt, Fensteröffnungen und Fenster vollständig erneuert, Erker und Treppenaufgang neu angebracht, sämtliche Innenwände neu (im alten Kornhaus gab es keine Innenwände), Tragekonstruktion, Decken und Dachstuhl konnten erhalten werden, im 1. Stock Bauamt, im 2. Stock Heimatmuseum, 1987–1989 Umbau zur Bibliothek und Galerie (dabei Bogenöffnungen im Erdgeschoss durch Fenster und Türen verschlossen). Das stattliche Kornhaus hat exemplarischen, dokumentarischen und städtebaulichen Wert als ein für Leutkirch bemerkenswertes Sondergebäude, das den mit dem Abriss des „Gasthaus Schatten“ (Marktstraße 29) im Jahr 1938 entstandenen Marktplatz in entscheidender Weise prägt. Das Kornhaus ist nicht nur eine der baulichen Dominanten der Kernstadt, es erinnert auch an die reichstädtische Vorratshaltung und die wirtschaftliche Vergangenheit. Auch nach der Einführung der Milchwirtschaft im Westallgäu um die Mitte des 19. Jahrhunderts, blieb es weit in die erste Hälfte des 20. Jahrhunderts wichtiger Umschlagplatz für den Getreidehandel. Geschützt nach § 2 DSchG |          |
|                | Ehemaliges Bürgerhaus                                                                                           | Kornhausstraße 2                                                                                  |           | Dreigeschossiger, verputzter Massivbau in Ecklage, Erdgeschoss mit jüngerem Ladeneinbau, Satteldach, Stuckdecke im Inneren; im Kern um 1600, 1602 erstmals genannt, 1658 „steinig egghaus“ am Markt, 1829 Einbau einer Ölraffinerie („Abraham Stoer Jun., Kaufmann zur Traube, auch Kgl. Salzfaktor, hat in seinem Haus, dem vormaligen Deller-Schifflin'schen, eine Ölraffinerie angelegt, in welcher mittels erforderlicher Materialien brauchbares Brennöl bereitet wird, das guten Abgang findet.“), 1912 Mansardengeschoss aufgebaut, 1928 Ladenvergrößerung, Fassadenänderung, 1991 Umbau, Einbau von Wohnungen. Das stattliche Gebäude hat ungeachtet seines modern überformte Erdgeschosses hohen exemplarischen und dokumentarischen Wert als eines der im Kern noch spätmittelalterlichen/frühneuzeitlichen Gast- und Bürgerhäuser an der Leutkircher Kornhausstraße und Marktstraße und zeugt vom anspruchsvollen bürgerlichen Bauen in wichtigster Lage. Zudem ist es auch städtebaulicher Beleg für die Einrichtung von zahlreichen Ladengeschäften entlang der Leutkircher Hauptachse im 19. und 20. Jahrhundert. Wie viele andere Geschäftshäuser in der Kernstadt erinnert es daran, dass Leutkirch nach schwierigen Zeiten in den Kriegen des 17. und 18. Jahrhunderts und dem Niedergang der Leinwandproduktion nach dem Übergang an das Königreich Württemberg und durch den Anschluss an das Eisenbahnnetz in den 1870er Jahren als Verwaltungs- und Wirtschaftszentrum einen beträchtlichen Aufschwung nahm. Geschützt nach § 2 DSchG |          |
|                | Gasthaus zur Traube                                                                                             | Kornhausstraße 4                                                                                  |           | Dreigeschossiges, giebelständiges, verputztes ehemaliges Gerberhaus, massives Erdgeschoss in jüngerer Zeit durch Ladeneinbau völlig aufgelöst, Obergeschosse verputztes Fachwerk, Satteldach, im Kern 17. Jahrhundert, 1606 im Besitz des Bürgermeisters Ulrich Mauch, 1869 Umbau, Grundrissänderungen, 1907 Fassadenänderung im Erdgeschoss (Eingangsbereich). Ungeachtet seiner jüngeren Überformungen hat das im Kern bis in das 17. Jahrhundert zurückreichende Gebäude städtebauliche Bedeutung als eines der für die Leutkircher Gerbergasse (zu der dieser Teil der Kornhausstraße früher gehörte) charakteristischen ehemaligen Gerberhäuser. Es erinnert an die Leutkircher Sozialtopographie, denn während sich im östlichen Teil der Stadt um die zentrale Straßenachse der Marktstraße vornehmlich die wohlhabenderen Bürger und Wirte ansiedelten, lebten und arbeiteten vor allem Handwerker in dem vom offenen Stadtbach durchflossenen Areal zwischen Bachstraße und westlicher Stadtmauer. Geschützt nach § 2 DSchG |          |
| Weitere Bilder | Gasthaus zur Goldenen Krone                                                                                     | Kornhausstraße 6                                                                                  |           | Dreigeschossiges, massives, verputztes Eckhaus auf hohem massivem Sockelgeschoss mit Rundbogenportal, Westgiebel mit segmentbogigen Fenstern, Satteldach mit Giebelgauben, im Inneren Stuckdecken des 18. Jahrhunderts; 1606 erstmals genannt, 1753 übernimmt der Hirschwirt Johann Sigmund Maier das Haus, baut es um- und aus und richtet das Gasthaus „Krone“ ein, 1907 Umbaumaßnahmen, 1984 umfassende Sanierung und Umbau, neue Fenster, Erneuerung des Dachstuhls, Restaurierung von zwei Stuckdecken des 18. Jahrhunderts im 2. Obergeschoss, dabei die ehemalige Brauerei mit Eiskeller am Paradiesgässle abgerissen. Nördlich angebaut sogenanntes Haus „Paradies“, dreigeschossiger, giebelständiger Putzbau mit Satteldach; 1666 kauft der Kronenwirt A. Feuerstein das Haus, um 1830 vom benachbarten Wirt der „Traube“ gekauft, der zwei Herbergen darin einrichtete, erhielt seinen Namen nach einer Tafel mit Adam und Eva, die bis etwa 1950 zwischen den Fenstern hing und 1984 neu gemalt wurde. Die beiden stattlichen Gebäude der „Goldenen Krone“ haben hohen exemplarischen und dokumentarischen Wert als im Kern noch spätmittelalterliches/frühneuzeitliches Gasthaus an der Leutkircher Kornhausstraße und zeugen vom anspruchsvollen bürgerlichen Bauen in wichtigster Lage. Als Gasthaus in typischer Lage im Zentrum der Stadt zwischen Gänsbühl und Kornhaus steht die „Goldene Krone“ zudem beispielhaft für die Leutkircher Wirtschaftsgeschichte und Sozialtopographie. Geschützt nach § 2 DSchG |          |
|                | Fachwerkhaus, ehemaliges Kameralamt                                                                             | Kornhausstraße 8                                                                                  |           | Dreigeschossiges, traufständiges Wohn- und Geschäftshaus, massives Erdgeschoss mit jüngerem Ladeneinbau, verputzte Fachwerkobergeschosse, Satteldach mit Zwerchhaus; 16./17. Jahrhundert, ehemaliges so genanntes „Städtisches Haus am Stadtbach“, ehemalige Wohnung der Stadtärzte, Salzfaktoren und evangelischen Pfarrer, 1803 bayerisches Rentamt, 1811 württembergisches Kameralamt, 1819 Oberamtsgericht, 1882 nach dem Neubau des Amtsgerichts in der Lindenstraße wieder Kameralamt, 1906 Verkauf an Privat, etwas später Dachausbau (Zwerchhaus), 2006 Restaurierung einer Stuckdecke im 1. Obergeschoss (mit Justitia-Darstellung). Das stattliche Haus an der Kornhausstraße hat mit seinen wechselnden städtischen und herrschaftlichen Funktionen dokumentarischen Wert für die Geschichte der Stadt. Im einst sogenannten „Städtisches Haus am Stadtbach“ waren zur Reichsstadtzeit Stadtärzte, Salzfaktoren und evangelische Pfarrer untergebracht. Nach dem Übergang an Württemberg diente es dann rund 100 Jahre als Kameralamt und Oberamtsgericht, woran noch eine stukkierte Justitia-Darstellung an einer Decke im 1. Obergeschoss erinnert. Geschützt nach § 2 DSchG |          |
|                | Fachwerkhaus (ehemaliges Gerberhaus)                                                                            | Kornhausstraße 10                                                                                 |           | Dreigeschossiger Fachwerkbau mit massivem Erdgeschoss in Spornlage, verputzte Fachwerkobergeschosse, Giebel mit freiliegendem Fachwerk mit Zierformen, an der Nordseite im 2. Obergeschoss Holzgalerie/Altane, 16./17. Jahrhundert, 1626 gibt Hans Schefold, Rotgerber, seinem Sohn das Haus mit Gerberrecht am Mühlbach, 1870 noch Gerberei, 1886 Messerschmiede (bis heute), 1988 Sanierung Dach, 1989 Um- und Ausbau des Ladenlokals, Verlegung des Ladeneingangs an die Giebelseite, neue Schaufenster, 1992 Ausbau des Dachs zu Wohnzwecken, Dachgauben. Das stattliche, bis in das 16. Jahrhundert zurückreichende Gebäude hat dokumentarischen und exemplarischen Wert als eines der für die Leutkircher Gerbergasse (zu der dieser Teil der Kronhausstraße früher gehörte) charakteristischen ehemaligen Gerberhäuser. Geschützt nach § 28 DSchG |          |
|                | Ehemaliges Bürgerhaus                                                                                           | Lammgasse 2                                                                                       |           | Viergeschossiges massives verputztes Eckhaus, in den unteren drei Geschossen gemalte barockisierende Fensterbekrönungen, mächtiges, profiliertes Giebelgesims, Satteldach mit Aufzugsgaube; 16./17. Jahrhundert, 1606 erstmals erwähnt, 1622 Haus/Bäckerei mit Beckenrecht (Gässelesbeck), 1940 Beckenwirtschaft erloschen, dann Ausbau als Wohnhaus, Erdgeschoss als Laden genutzt, 1966 Umbau Erdgeschoss, 1983 Sanierung Fassade, 2008 Einbau eines Büroraumes im Erdgeschoss. Der an der Ecke Lammgasse/Bachstraße gelegene ehemalige „Gässelesbeck“ hat hohen exemplarischen und dokumentarischen Wert als eines der im Kern noch mittelalterlichen/frühneuzeitlichen Gast- und Bürgerhäuser an der neben der Marktstraße zweitwichtigsten Nord-Süd-Achse Leutkirchs, der Bachstraße. Zudem erinnert er mit seiner vom 17. bis in die Mitte des 20. Jahrhunderts reichenden Tradition als Bäckerei und Beckenwirtschaft in typischer Lage an einer der zentralen Wegeachse an die Wirtschafts- und Sozialgeschichte der Stadt. Geschützt nach § 2 DSchG |          |
| Weitere Bilder | Gasthaus zum Lamm, Fachwerkhaus                                                                                 | Lammgasse 4                                                                                       |           | Dreigeschossiges verputztes Eckhaus, massives Erdgeschoss, über profiliertem Gurtgesims zwei vorkragende Fachwerkobergeschosse, Walmdach mit Aufzugsgaube, an der Südwestecke Schildausleger mit vergoldetem Lamm (19. Jahrhundert); 18. Jahrhundert mit älterem Kern,1644 erstmals genannt, seit 1698 als Gasthaus „Lamm“ nachweisbar, später „Goldenes Lamm“, bis 1810 Kaiserlich-Österreichische Posthalterei, 1979 Umbau Gaststätte, Modernisierung von vier Wohnungen. Das an der Ecke Lammgasse/Bachstraße gelegene Gebäude hat dokumentarischen Wert als eines der frühneuzeitlichen Gast- und Bürgerhäuser an der neben der Marktstraße zweitwichtigsten Nord-Süd-Achse Leutkirchs, der Bachstraße. Mit seiner Tradition als Gasthaus und Posthalterei in typischer Lage an einer der zentralen Wegeverbindungen steht es zudem (zusammen mit dem ebenfalls erhaltenen Gaststall in der Lammgasse 1) beispielhaft für die Wirtschafts- und Postgeschichte der Stadt. Geschützt nach § 2 DSchG |          |
| Weitere Bilder | Gasthaus, ehemaliges Evangelisches Schulhaus, sogenanntes Remboldsches Haus                                     | Lammgasse 14                                                                                      |           | Zweigeschossiger, verputzter Massivbau, Erdgeschoss mit jüngeren segmentbogigen Fenstern und Türen, Schopfwalmdach mit Widerkehr und großem Zwerchhaus; 1626 als Evangelisches Schulhaus neu erbaut, 1827 bis auf den ersten Stock abgerissen, darüber neu aufgebaut (25. September 1827 Einweihung und 200-jähriges Schuljubiläum), 1835 auch Salzmagazin, 1854 nach Verlegung der Schule ins Franziskanerinnenkloster Verkauf an Johann Unterweger, Rösslewirt, der es verpachtet, 1909 Umbau, 1988 Umbau der Gaststätte und Verlegung des Hauseingangs, Anbringung von Markisen und einer Werbeanlage. Das in unmittelbarer Nähe der Evangelischen Stadtkirche nur wenige Jahre nach dieser errichtete stattliche, stadtbildprägende Gebäude hat hohen dokumentarischen Wert als eines der beiden ältesten erhaltenen ehemaligen Schulhäuser der Stadt. Da das im Südosten der Altstadt gelegenen „geistliche Viertels“ mit der katholischer Stadtpfarrkirche St. Martin, dem Heiliggeistspital, dem Franziskanerinnenkloster und der Katholischen Schule auch nach der Einführung der Reformation 1546 religiöser Mittelpunkt für die katholische Minderheit in der Stadt und die große Landvogtei blieb, musste ein zweites Schulhaus für die Unterrichtung der Evangelischen Kinder erbaut werden. Geschützt nach § 2 DSchG |          |
| Weitere Bilder | Ehemalige Zehntscheuer (Feuerwehrmagazin)                                                                       | Lindenstraße 2                                                                                    |           | Zweigeschossiger, verputzter Massivbau, giebelständig zur Lindenstraße, Westwand von der ehemaligen Stadtmauer gebildet, im Erdgeschoss im Süden und Osten große Rundbogenportale, Satteldach mit Zwerchhaus zur Gerbergasse; bildete zusammen mit Gebäude Gerbergasse 1 die ehemalige Zehntscheuer des Spitals, im Kern 1518, 1848 Ablösung des Zehnten, 1850 umgebaut, Feuerwehrhaus/Spritzenhalle im Erdgeschoss und großer Saal für Gewerbeausstellungen im Obergeschoss, das Gebäude erhielt daher die Bezeichnung Gewerbehalle, 1966 zusammen mit Gerbergasse 1 von der Stadt erworben und zu einem Feuerwehrhaus mit Bürgersaal umgebaut. Der direkt an die Stadtmauer gebaute ehemalige Zehntstadel hat hohen dokumentarischen Wert für die Geschichte des Spitals – der bedeutendsten Einrichtung der Sozialfürsorge in Leutkirch – dem es vom 15. bis in das 19. Jahrhundert hinein als Fruchtkasten diente. Nach Ablösung des Zehnten in der Mitte des 19. Jahrhunderts wurde der Bau einer neuen Nutzung als Feuerwehrhaus und Gewerbehalle im Obergeschoss zugeführt. Diese wurde auch für Theateraufführungen und Konzerte genutzt und war ein wichtiger gesellschaftlicher Treffpunkt der Stadt. Geschützt nach § 2 DSchG |          |
|                | Wohnhaus | Lindenstraße 4                                                                                    |           | Zweigeschossiges Wohnhaus, Eckhaus auf quadratischem Grundriss, neoklassizistische Fassadengestaltung, Zeltdach; 1876/77 Neubau durch Christian Schaal, 1921 Anbau Wintergarten, 1986 Erstellung eines Carports, 1997 Carport. Das zeittypisch in der Formensprache des Neoklassizismus gestaltete Gebäude hat beispielhafte Bedeutung für die jüngere Stadtentwicklung Leutkirchs. Es hat dokumentarischen und exemplarischen Wert für das Ausgreifen der Stadt über den Ring der mittelalterlichen Stadtbefestigung hinaus im 19. Jahrhundert. Es ist eines jener Gebäude, die auf dem Gebiet des einstigen Stadtgrabens erbaut wurden, der ebenso wie die Stadtmauer ab 1804 zur Verringerung der städtischen Schuldenlast beim großen „Reichsstadtausverkauf“ an Privatleute verkauften wurde. Geschützt nach § 2 DSchG |          |
|                | Wohnhaus | Lindenstraße 8                                                                                    |           | |          |
| Weitere Bilder | Ehemaliges Franziskanerinnenkloster, Altes Schulhaus, jetzt Wohngebäude                                         | Marienplatz 1                                                                                     |           | Dreiflügelanlage in Hanglage, zum Marienplatz viergeschossig, zum Oberen Graben dreigeschossig, verputzter Massivbau, Satteldächer; im 14. Jahrhundert Gründung einer Terziarinnen Gemeinschaft, 1347/1349 sterben alle Schwestern bei einer Pestepidemie, 1486 neubesetzt durch Franziskanerinnen des 3. Ordens aus dem Kloster Mariengart in Memmingen, 1503 Bau eines neuen Klosters am alten Ort, 1618/19 Klostererweiterung am heutigen Nordflügel, 1688/89 (dendrochronologisch datiert) Neubau nach Plänen des Vorarlberger Baumeister Jodocus Beer, 1803 Kloster nach dem Übergang Leutkirchs an Bayern aufgelöst, 1810–1819 württembergisches Kameralamt, 1828 an den Maurermeister Kluftinger verkauft, dieser richtet eine Wohnung für sich und Mietwohnungen ein, nutzt das Untergeschoss gewerblich (Kalkgrube, Lagerraum) und lässt die Stadtmauer an der Ostseite abreißen, 1853 Umbau zum Schulhaus mit drei evangelischen, zwei katholischen Klassen und Lateinschule sowie drei Lehrerwohnungen, 1913 Schule in Neubau am Seelhausweg verlegt, 1924 im Kloster städtische Wohnungen eingerichtet, 1972 neu verputzt, 1986–1989 Umbau und Sanierung zu Altenwohnungen und Seniorentreff. Das Kloster war bis 1824/25 durch einen Gang mit der benachbarten St. Martinskirche verbunden, in der die Nonnen ein Oratorium über der Sakristei besaßen. Das ehemalige Franziskanerinnenkloster hat hohen dokumentarischen Wert für die Kirchengeschichte Leutkirchs und des westlichen Allgäus, blieb es doch – obwohl in der seit 1546 protestantischen Stadt gelegen – bis zum Übergang an Württemberg bestehen. Zudem erinnert es in seiner späteren Nutzung an die Geschichte des Leutkircher Schulwesen. Geschützt nach § 28 DSchG                                                          |          |
| Weitere Bilder | Katholische Stadtpfarrkirche St. Martin                                                                         | Marienplatz 2 (Karte)                                                                             |           | Spätgotische dreischiffige Hallenkirche mit eingezogenem Chor mit 3/8 Schluss und Turm in Nordost-Stellung, Turm stammt im unteren Teil vom romanischen Vorgängerbau, im Inneren dreischiffige Pfeilerhalle; 766 erste urkundliche Erwähnung der „Leutekirche“ St. Martin, 1514/19 Neubau, 17./18. Jahrhundert Barockisierung (Ausmalung der Raumschale, Altäre und verschiedene Ausstattungen erneuert), 1814 erhält der Turm nach Blitzschlag eine Zwiebelhaube anstelle des gotischen Helms, 1824/25 Portalvorhallen an West- und Südseite angefügt, 1883 Entbarockisierung (Ausmalung der Raumschale im neugotischen Stil, neugotische Ausstattung), 1935 Innenrestauration (purifizierende Ausmalung der Raumschale, neue Fresken am Ostabschluss der Seitenschiffe, Herausnahme der Altäre, Ausbau der Farbverglasung des 19. Jahrhunderts), 1971–1974 Gesamtinstandsetzung, 1994–1996 Sanierung des Turms, Außenrenovierung, 1998/2001 Innenrenovierung, 2015 konstruktive Instandsetzung Dachkonstruktion, Außenrenovierung, Turmsanierung. Die katholische Stadtpfarrkirche St. Martin hat hohen dokumentarischen Wert für die Stadtbau- und Kirchengeschichte Leutkirchs und des westlichen Allgäu. Die in das 8. Jahrhundert zurückreichende „Leutekirche“ ist nicht nur die Keimzelle der Stadt, sie gehört auch zu den bedeutendsten spätgotischen Kirchenbauten im Westallgäu. Bis heute prägt sie mit ihrer stadtbeherrschenden Lage auf einem Absatz am Westhang der Wilhelmshöhe im höchstgelegenen Bereich der Altstadt die Silhouette Leutkirchs ganz entscheidend. Geschützt nach § 28 DSchG |          |
| Weitere Bilder | Katholisches Pfarrhaus mit vorgelagerter Grünfläche und Pfarrgarten                                             | Marienplatz 5                                                                                     |           | Breitgelagerter, zweigeschossiger verputzter Massivbau, aufgrund der starken Hanglage zum anschließenden Stadtgraben 4,5 m hohes Kellergeschoss im Süden freistehend, im Erdgeschoss zum Marienplatz klassizistisches Portal, Walmdach; 1843 als neues katholisches Pfarrhaus anstelle des alten und wesentlich größeren Pfarrhofes von 1626 unter Verwendung älterer Hölzer neu errichtet, 1959 Fenstererneuerung, Mitte 1960er Jahre Umbauarbeiten, 1989 Außenrenovierung, 2014 Sanierung und Umbau (Erneuerung Wasserleitungen, Kellertreppe, neue Treppe zu den Obergeschossen, Eingangsbereich umgestaltet), nördlich vorgelagerte Grünanlage mit Buchshecken und süd- und westlich anschließendem Pfarrgarten. Das in charakteristischer historisch-funktionaler Nachbarschaft zur Kirche stehende Pfarrhaus dominiert mit seinem breitrechteckigen Baukörper und der Abstand schaffenden Grünanlage sowie dem Pfarrgarten den Kirchhof und verdeutlicht so seine einstige Sonderfunktion innerhalb der Stadt. Das Pfarrhaus hat nicht nur dokumentarischen Wert für die Kirchengeschichte der Stadt und der katholischen Landvogtei, es ist auch ein wichtiges Beispiel des in Leutkirch nur selten anzutreffenden spätklassizistischen Baustils. Geschützt nach § 2 DSchG |          |
| Weitere Bilder | Kapelle zur schmerzhaften Muttergottes                                                                          | Marienplatz 5/1                                                                                   |           | Kleine, eingeschossige Kapelle im Pfarrhof, verputzter Rechteckbau mit gotisierenden Fenstern und Satteldach, 1939 von der Pfarrei am Platz einer 1811 abgerissenen Kapelle (Obere Kapelle oder Liebfrauenkapelle) erbaut, im Inneren eine aus der Martinskirche stammende Pietà von 1858. Die Kapelle „Zur schmerzhaften Muttergottes“ hat dokumentarischen Wert für die Geschichte von Leutkirchs „geistlichem Viertel“ mit der katholischer Stadtpfarrkirche St. Martin, dem ehemaligen Franziskanerinnenkloster und Heiliggeistspital im Südosten der Altstadt. Obwohl erst 1939 erbaut, steht sie in der Nachfolge zweier älterer Kapellen – der Oberen oder Liebfrauen-Kapelle (1811 abgebrochen) und einer zweiten als Beinhaus genutzten Kapelle (1625 abgerissen) – im Areal des einst bei der Martinskirche gelegenen Friedhofs, der nach der Anlage eines neuen Friedhofs außerhalb der Stadtmauern an der Wangener Straße im Jahr 1540 aufgegeben wurde. Geschützt nach § 2 DSchG |          |
| Weitere Bilder | Fachwerkbau, ehemalige katholische Schule                                                                       | Marienplatz 9                                                                                     |           | Zweigeschossiges, giebelständiges ehemaliges Schulhaus in Hanglage, Erdgeschoss massiv und verputzt, Obergeschoss und Giebel freiliegendes Fachwerk, Satteldach; 1627 wurde die alte Schule abgebrochen und neu erbaut, 1813 und 1829 repariert. 1853 verkaufte die Martinspflege das Haus nach dem Umzug der katholischen Schule in das ehemalige Franziskanerinnenkloster an die Stadt, die es im Jahr darauf an den Goldarbeiter Lorenz Baumann verkaufte. 1905 kaufte die Spitalpflege das Haus, 1927–1975 Altersheim, 1977–1980 von der Stadt umgebaut und an die Katholische Kirchengemeinde vermietet (KJG-Jugendheim), 2001 Sanierung und Umbau zur Büroräumen für das benachbarte Stadtbauamt mit Verbindungsbau, 2010 energetische Ertüchtigung der Fenster. Die 1627 in unmittelbarer Nähe zur Martinskirche erbaute Lateinschule hat hohen dokumentarischen und exemplarischen Wert für die Stadt- und Schulgeschichte Leutkirchs. Sie ist wichtiger Bestandteil des im Südosten der Altstadt gelegenen „geistlichen Viertels“ mit der katholischer Stadtpfarrkirche St. Martin, dem Franziskanerinnenkloster und dem Heiliggeistspital, das auch nach der Einführung der Reformation 1546 religiöser Mittelpunkt für die katholische Minderheit in der Stadt und die große Landvogtei blieb. Geschützt nach § 2 DSchG |          |
| Weitere Bilder | Ehemaliges Mesnerhaus                                                                                           | Marienplatz 11                                                                                    |           | Zweigeschossiges ehemaliges Mesnerhaus, verputzter Massivbau in Hanglage, giebelständig zum Marienplatz mit Satteldach, im Westen an das Gebäude Marktstraße 8 angebaut; 17./18. Jahrhundert, 2010 Umbau und Umnutzung des Wohnhauses zu Büro- und Beratungsräumen. Das ehemalige in charakteristischer historisch-funktionaler Nachbarschaft zur Kirche stehende Mesnerhaus hat dokumentarischen Wert für die Kirchengeschichte Leutkirchs. Es ist wichtiger Bestandteil des im Südosten der Altstadt gelegenen „geistlichen Viertels“ mit der katholischer Stadtpfarrkirche St. Martin, dem Franziskanerinnenkloster und dem Heiliggeistspital, das auch nach der Einführung der Reformation 1546 religiöser Mittelpunkt für die katholische Minderheit in der Stadt und die große Landvogtei blieb. Geschützt nach § 2 DSchG |          |
| Weitere Bilder | Wohnhaus, ehemalige Kaplanei                                                                                    | Marienplatz 13                                                                                    |           | Dreigeschossige, giebelständige ehemalige Kaplanei, massives, verputztes Erdgeschoss, Obergeschoss und Giebel freiliegendes Fachwerk, Satteldach, 17. Jahrhundert, 1764 erstmals urkundlich erwähnt als die Stadt das Haus kauft, 1765/66 Verkauf, Haus wird renoviert und zu einem Benefiziatshaus konzediert „Kaplanei zur schmerzhaften Mutter Gottes“, 1820 St. Leonhardspflege, 1835 Wohnung des Benefiziats, 1869 Verkauf an Privat, 1956 Anbau eines Balkons, 1987 Kauf durch die Katholische Kirchengemeinde, 1988/89 Umbau zum Gemeindehaus, Instandsetzungs- und Modernisierungsarbeiten, Freilegung des Fachwerks an Süd- und Ostfassade, 1990 Fenstererneuerung. Die ehemalige in charakteristischer historisch-funktionaler Nachbarschaft zur Kirche stehende Kaplanei hat dokumentarischen Wert für die Kirchengeschichte Leutkirchs. Es ist wichtiger Bestandteil des im Südosten der Altstadt gelegenen „geistlichen Viertels“ mit der katholischer Stadtpfarrkirche St. Martin, dem Franziskanerinnenkloster und dem Heiliggeistspital, das auch nach der Einführung der Reformation 1546 religiöser Mittelpunkt für die katholische Minderheit in der Stadt und die große Landvogtei blieb. Geschützt nach § 2 DSchG |          |
|                | Wohn- und Geschäftshaus, ehemals Gasthaus „Zum Schwarzen Adler“                                                 | Marktstraße 6                                                                                     |           | Zweigeschossiges, giebelständiges Gast- und Wohnhaus, massives Erdgeschoss zum größten Teil in Gastraum aufgelöst, Obergeschoss und Giebel Fachwerk, an der Nordseite freiliegend, Satteldach mit Fachwerk-Zwerchhaus; im Kern 15. Jahrhundert,1638 erstmals als Bäckerei und Gastgebäude „Zum Schwarzen Adler“ erwähnt, 1658 Haus erhöht, im Erdgeschoss Backstube mit Backofen, 1835 Bäckerei aufgegeben, 1901 Goldschmied Johann Graf, 1929 Umbau Ladenfassade (Abschrägung der Ecke) Metzgerei Bodenmüller, 1964 Umbau des Erdgeschosses zu Lebensmittelgeschäft, 1979 Instandsetzung und Fachwerkfreilegung, 1983 Einbau Eiscafé, 2003 Einbau von neuen Fenstern im Erdgeschoss. Das ehemalige Gasthaus „Zum Schwarzen Adler“ hat hohen exemplarischen und dokumentarischen Wert als eines der im Kern noch mittelalterlichen Gast- und Bürgerhäuser an der Leutkircher Marktstraße. Zudem erinnert es mit seiner Tradition als Gasthaus in typischer Stadteingangssituation mit Wirtshaus nahe dem Oberen Stadttor an die Wirtschafts- und Sozialgeschichte der Stadt. Es bildet zudem einen wichtigen Blickpunkt nach Süden in der Marktstraße, deren Grundriss hier einen markanten Knick macht. Geschützt nach § 2 DSchG |          |
| Weitere Bilder | Gasthaus „Zum Stadtwirt“ – ehemalige Bäckerei „Haberbeck“                                                       | Marktstraße 10                                                                                    |           | Dreigeschossiges, giebelständiges Gasthaus, massives Erdgeschoss mit Putzrustika, verputzte Fachwerkobergeschosse, zweites Obergeschoss auf Balkenköpfen vorkragend, Aufzugsluke im Giebel, Satteldach mit Widerkehr, schmiedeeiserner Schildausleger des 19. Jahrhunderts; im Kern 15./16. Jahrhundert, 1642 als Bäckerei des Melchior Hartmann erstmals urkundlich erwähnt, nach 1700 Haus vermutlich erhöht, 1898 Bäckerei aufgegeben und Gastwirtschaft eingerichtet, 1897 als erster Wirt Thaddäus Hummel genannt, 1897 Umbau Dachgeschoss, Umbau Erdgeschoss, dieses besaß bis dahin ein breites Eingangstor neben dem Ladengeschäft, Innenumbau, 1961 Einbau Sanitäranlagen, 1989/90 Sanierung, Dach nach altem Vorbild neu erstellt, 2013 Sanierung des Ostgiebels. Der ehemalige „Haberbeck“ hat hohen exemplarischen und dokumentarischen Wert als eines der im Kern noch mittelalterlichen Gast- und Bürgerhäuser an der Leutkircher Marktstraße. Zudem erinnert er mit seiner Tradition als Bäckerei und Gasthaus in typischer Lage an der zentralen Wegeachse an die Wirtschafts- und Sozialgeschichte der Stadt. Das Gebäude besaß – wie viele andere Leutkircher Häuser auch – einst eine offene Torfahrt, durch die der rückwärtige Teil der Parzelle erreicht werden konnte. Damit erinnert es daran, dass in der einstigen Ackerbürgerstadt die meisten Handwerker und Wirte auch eine Nebenerwerbslandwirtschaft betrieben. Geschützt nach § 2 DSchG |          |
|                | Ehemaliges Gasthaus „Zum Roten Ochsen“, heute Metzgerei                                                         | Marktstraße 11                                                                                    |           | Traufständiges Wohn- und Geschäftshaus, ursprünglich zwei Gebäude, südlicher Hausteil viergeschossig, nördlicher dreigeschossig, massives Erdgeschoss mit jüngerem Ladeneinbau, verputzte Fachwerkobergeschosse, zweites bzw. drittes Obergeschoss auf Balkenköpfen leicht vorkragend, hohes Satteldach mit zwei Reihen Schleppgauben, Wirtshausausleger mit Ochsenfigur; im Kern 15./16. Jahrhundert, 1605 erstmals erwähnt, zu dieser Zeit Wirtshaus, Metzgerei mit Landwirtschaft, 1689 im Besitz von Andreas Heinzelmann, Rotochsenwirt, 1757 Verkauf des Hauses mitsamt der Taferngerechtigkeit an den Metzger Bartholomäus Stör, in der linken Haushälfte seit 1731 Ladenlokal nachweisbar, seit 1882 Metzgerei, 1957 Umbau von Laden und Metzgerei, 1975 Umbau Ladengeschäft, 1984 Totalsanierung von Unter- und Erdgeschoss, dabei Gastwirtschaft aufgegeben, 1990/93 Dachausbau, Einbau von drei Wohnungen im 2. Obergeschoss, Anbau Außentreppenhaus und Balkon an der Rückseite, 1999/2000 Ladenmodernisierung und Renovierung. Der ehemalige „Rote Ochse“ – ein Gebäude mit besonders stattlicher Kubatur in der Marktstraße – hat hohen exemplarischen und dokumentarischen Wert als eines der im Kern noch mittelalterlichen Gast- und Bürgerhäuser an der Leutkircher Marktstraße. Zudem erinnert er mit seiner Tradition als Metzgerei und Gasthaus in typischer Lage an der zentralen Wegeachse an die Wirtschafts- und Sozialgeschichte der Stadt. Das Gebäude besaß – wie viele andere Leutkircher Häuser auch – einst eine offene Torfahrt, durch die der rückwärtige Teil der Parzelle erreicht werden konnte. Damit erinnert es daran, dass in der einstigen Ackerbürgerstadt die meisten Handwerker und Wirte auch eine Nebenerwerbslandwirtschaft betrieben. Geschützt nach § 2 DSchG |          |
|                | Ehemaliges Bürgerhaus                                                                                           | Marktstraße 12                                                                                    |           | Dreigeschossiges, giebelständiges Wohn- und Geschäftshaus, massives Erdgeschoss mit jüngerem Ladeneinbau, verputztes Fachwerkobergeschoss, Satteldach; im Kern 16. Jahrhundert, 1607 erstmals urkundlich erwähnt, 1887 Einbau einer Küche im 1. Stock, 1927 Umbau des Ladens im Erdgeschoss, 2003 Geschäftsräume umgebaut und in den Hofraum erweitert (Anbau mit Flachdach), 2010 Sanierung von 1. und 2. Obergeschoss, Restaurierung und Instandsetzung des historischen Fensterbestandes. Das Gebäude hat dokumentarischen Wert als eines der im Kern noch in das 16. Jahrhundert zurückreichenden Gast- und Bürgerhäuser an der Leutkircher Marktstraße. Gerade mit seinen späteren Veränderungen ist es auch städtebaulicher Beleg für die Einrichtung von zahlreichen Ladengeschäften entlang der Leutkircher Hauptachse im 19. und 20. Jahrhundert. Wie viele andere Geschäftshäuser in der Kernstadt erinnert es daran, dass Leutkirch nach schwierigen Zeiten in den Kriegen des 17. und 18. Jahrhunderts und dem Niedergang der Leinwandproduktion durch den Anschluss an das Eisenbahnnetz in den 1870er und 1880er Jahren als Verwaltungs- und Wirtschaftszentrum einen beträchtlichen Aufschwung nahm. Geschützt nach § 2 DSchG |          |
|                | Ehemaliges Bürgerhaus                                                                                           | Marktstraße 13                                                                                    |           | Dreigeschossiges, traufständiges Wohn- und Geschäftshaus, massives Erdgeschoss mit jüngerem Ladeneinbau, verputzte Fachwerkobergeschosse, Satteldach mit Aufzugsgaube; im Kern 16./17. Jahrhundert; 1602 erstmals urkundlich genannt, 1880 Fassadenänderung (Fenster und Türen im Erdgeschoss), 1992 Umbau, Schaufenstereinbau. Das Gebäude hat dokumentarischen Wert als eines der im Kern noch in das späte Mittelalter bzw. in die Frühe Neuzeit zurückreichenden Gast- und Bürgerhäuser an der Leutkircher Marktstraße. Gerade mit seinen späteren Veränderungen ist es auch städtebaulicher Beleg für die Einrichtung von zahlreichen Ladengeschäften entlang der Leutkircher Hauptachse im 19. und 20. Jahrhundert. Es hat zudem heimatgeschichtliche Bedeutung als Geburtshaus des Arztes Hans Erich Bleich (1873–1945), der unter dem Pseudonym Dr. Owlglaß (Eulenspiegel) vor allem für den „Simplicissimus“ schriftstellerisch tätig war. Geschützt nach § 2 DSchG |          |
|                | Bürgerhaus, ehemaliges Gasthaus „Zum Rebstock“                                                                  | Marktstraße 15                                                                                    |           | Zur Marktstraße dreigeschossiges, giebelständiges Wohn- und Geschäftshaus in Ecklage, massives Erdgeschoss durch jüngeren Ladeneinbau aufgelöst, zwei verputzte Fachwerkobergeschosse, Satteldach mit Widerkehr und Schleppgauben, zur Bachstraße zweigeschossiges und traufständiges ehemaliges Gasthaus „Zum Rebstock“ mit Schopfwalmdach und Schleppgauben; im Kern 16. Jahrhundert, 1602 erstmals urkundlich erwähnt, 1898 Fassadenänderung und Ladeneinbau im Stil des Historismus, 1899 übernimmt Ferdinand Dorner, Sattler und Kaufmann, die Weinstube „Zum Rebstock“ und richtet im Vorderhaus einen „Bazar“ ein, 1965 Umbau im Inneren, 1980 bis 1986 Modernisierung, Um- und Ausbau der Obergeschosse, Sanierung Fassade und Änderung Schaufenster, 2002 Einbau und Vergrößerung von Dachgauben an der Westseite. Der ehemalige „Rebstock“ hat hohen exemplarischen und dokumentarischen Wert als eines der im Kern noch spätmittelalterlichen Gast- und Bürgerhäuser an der Leutkircher Marktstraße. Zudem erinnert er mit seiner Tradition als Gasthaus in typischer Lage an der zentralen Wegeachse an die Wirtschafts- und Sozialgeschichte der Stadt. Es ist auch städtebaulicher Beleg für die Einrichtung von zahlreichen Ladengeschäften entlang der Leutkircher Hauptachse im 19. und 20. Jahrhundert. Wie viele andere Geschäftshäuser in der Kernstadt erinnert es daran, dass Leutkirch nach schwierigen Zeiten in den Kriegen des 17. und 18. Jahrhunderts und dem Niedergang der Leinwandproduktion durch den Anschluss an das Eisenbahnnetz in den 1870er und 1880er Jahren als Verwaltungs- und Wirtschaftszentrum einen beträchtlichen Aufschwung nahm. Geschützt nach § 2 DSchG                                                                                                   |          |
| Weitere Bilder | Wohn- und Geschäftshaus, ehemaliges Thurn und Taxis’sches Postgebäude, ehemaliges Gasthaus „Zum goldenen Kreuz“ | Marktstraße 19                                                                                    |           | Dreigeschossiges, traufständiges Wohn- und Geschäftshaus, verputzter Massivbau, bauzeitliche Tür- und Schaufenster mit profilierten Sandsteingewänden, Satteldach;, 1844/45 erbaut, 1861 Paul Geiger, Schneider und Kleiderhändler „zum hohen Laden“, 1900 Vergrößerung des Hintergebäudes, 1925 Umbau der Läden, dabei Erdgeschoss wohl verändert, 1971 Lagerumbau, 1977 Dachumbau. 1657 erstmals als Gasthof „Zum goldenen Creutz“ erwähnt (gemeinsam mit Marktstraße 21), von 1810 bis 1875 Thurn- und Taxis ́sche-Poststation, 1842 abgebrannt, auf der Brandstadt zwei neue Häuser errichtet. Das ehemalige „Goldene Kreuz“ hat hohen exemplarischen und dokumentarischen Wert als eines der Gast- und Bürgerhäuser an der Leutkircher Marktstraße. Mit seiner Tradition als Gasthaus und Poststation in typischer Lage an der zentralen Wegeachse erinnert es an die Wirtschafts- und Sozialgeschichte der Stadt. Mit seiner zweiten Zeitschicht – es wurde 1844/45 nach einem Brand als sogenannter „Hoher Laden“ wieder aufgebaut – ist es eines der wenigen noch erhaltenen Beispiele eines in zeittypischer Formensprache der Mitte des 19. Jahrhunderts errichteten Gebäude im Leutkircher Altstadtkern. Geschützt nach § 2 DSchG |          |
| Weitere Bilder | Ehemaliges Bürgerhaus (Laubengang im Erdgeschoss)                                                               | Marktstraße 22                                                                                    |           | Dreigeschossiges, giebelständiges Wohn- und Geschäftshaus, im Erdgeschoss Laubengang mit Rundbogenarkaden, profiliertes Giebelgesims, Satteldach, im Inneren Stuckdecke; im Kern 15./16. Jahrhundert, 1605 erstmals erwähnt, 1753 Apotheke, im 19. Jahrhundert Lederhändler und Kürschner, 1894 Kauf durch den Drechsler und Spielwarenhändler Jakob Zorn, 1957 neue Schaufensteranlage, 1971 Bau eines Tiefgeschosses mit rund 90 m² Ladenfläche, 2001 Dachsanierung, Fenstererneuerung. Das um eine Achse in den Straßenraum vorspringende Gebäude hat dokumentarischen und exemplarischen Wert als eines der im Kern noch in das 15./16. Jahrhundert zurückreichenden Gast- und Bürgerhäuser an der Leutkircher Marktstraße. Gerade mit seinen späteren Veränderungen ist es auch städtebaulicher Beleg für die Einrichtung von zahlreichen Ladengeschäften entlang der Leutkircher Hauptachse im 19. und 20. Jahrhundert. Wie viele andere Geschäftshäuser in der Kernstadt erinnert es daran, dass Leutkirch nach schwierigen Zeiten in den Kriegen des 17. und 18. Jahrhunderts und dem Niedergang der Leinwandproduktion durch den Anschluss an das Eisenbahnnetz in den 1870er und 1880er Jahren als Verwaltungs- und Wirtschaftszentrum einen beträchtlichen Aufschwung nahm. Geschützt nach § 2 DSchG |          |
| Weitere Bilder | Stadtapotheke mit Rundbogenarkaden                                                                              | Marktstraße 24                                                                                    |           | Dreigeschossiges, giebelständiges Wohn- und Geschäftshaus, am massiven Erdgeschoss Laubengang mit Rundbogenarkaden, verputzte Fachwerkobergeschosse, Giebel ausgemauertes Fachwerk, Satteldach mit Widerkehr, im Kern 16. Jahrhundert, 1640 erstmals urkundlich erwähnt als „Stadtapotheke“, 1975 Umbau Apotheke, 1995 zwei Carports an der Rückseite, 1999 Fassaden- und Dachsanierung, Fenstererneuerung. Das mit einer Arkade in den Straßenraum hineinreichende Gebäude hat dokumentarischen und exemplarischen Wert als eines der im Kern noch in das 16. Jahrhundert zurückreichenden Gast- und Bürgerhäuser an der Leutkircher Marktstraße. Mit ihrer mehr als 370 Jahre währenden Tradition ist die Stadtapotheke, die zudem über eine fast vollständig erhaltene historische Ladeneinrichtung aus dem Jahr 1890 verfügt, ein wichtiges Zeugnis der Geschichte des Gesundheitswesen der ehemaligen Freien Reichsstadt. Geschützt nach § 28 DSchG |          |
| Weitere Bilder | Rathaus | Marktstraße 26                                                                                    |           | Dreigeschossiger, verputzter Eckbau, Erdgeschoss mit zweischiffiger gewölbter Laube, über profiliertem Gurtgesims zwei Obergeschosse, Fensterbedachungen mit Stuckornamenten, mittlere Achse der Fassade zur Marktstraße durch Pilaster, Balkon und Wappenrelief über Balkontür ausgezeichnet, Walmdach, im Inneren bauzeitliche Stuckaturen von Johann Schütz; 1407 erstes Rathaus erbaut, 1740/41Neubau nach Plänen des Werkmeisters Steiner aus Memmingen, 1805 Einbau einer Wohnung für den bayerischen Kommissär Jäger im 2. Stock, diese danach bis 1920 Wohnung für die Stadtschultheißen, von 1810 bis 1844/45 Sitz des Oberamtes, Stadtverwaltung in dieser Zeit im Neuen Bau, 1923 und 1956 Umbauten im Inneren, 1996 Sanierung der Stuckdecke im Ratssaal, ca. 2000 Wiederherstellung/Freilegung der Arkaden, 2014 Instandsetzung Dachtragewerk, Restaurierung des historischen Fensterbestands, Instandsetzung Putz und Stuck, Fassadenanstrich. Das auf einen mittelalterlichen Vorgängerbau zurückgehende, 1741 an alter Stelle neu erbaute Rathaus hat als bedeutsamster städtischer Profanbau in stadtbildprägender Lage im Zentrum der Stadt, an der Marktstraße, der zentralen Verkehrsachse, die die mittelalterliche Kernstadt vom Oberen zum Unteren Tor in Süd-Nord-Richtung durchzieht, hohen dokumentarischen Wert für die Stadt- und Stadtbaugeschichte. Gerade weil in einer Zeit der wirtschaftlichen Rezession errichtet, kündet es bis heute vom Bürgerstolz und Repräsentationswillen der freien Reichsstadt Leutkirch. Geschützt nach § 28 DSchG |          |
| Weitere Bilder | Wohn- und Geschäftshaus, Gotisches Haus, auch sogenanntes „Hohes Haus“                                          | Marktstraße 32                                                                                    |           | Viergeschossiges, an der Straßenfassade verputztes Gebäude, Erdgeschoss massiv mit hohen, spitzbogigen Einfahrtsportal und modernem Schaufenstereinbau, Obergeschosse in Bohlenständerbauweise mit überblatteten Verstrebungen (an Rück- und Abseiten unverputzt, und zum Teil verbrettert), vorkragendes Walmdach, spätmittelalterlicher, dreigeschossiger Dachstuhl; 1377/79 erbaut (dendrochronologisch datiert), im 16. Jahrhundert städtische Untere Färbe (1542 Färberwerkstatt im hinteren Bereich der Parzelle erbaut), 1821 gab der letzte Färber Paulus Weixler die Färberei auf, „das vormalige Farbhaus und Mang“ wird abgebrochen, an seiner Stelle Ökonomiegebäude errichtet, im Vorderhaus Laden (Tuchmacher und Flaschner), Ende 18./1. Hälfte 19. Jahrhundert Abriss und Wiederaufbau der Straßenfassade in massiver Ziegelbauweise, 1989 von der Stadt erworben, 2003–2009 grundlegende Sanierung. Das „Hohe“ oder „Gotische Haus“ hat als einer der größten und besterhaltenen Fachwerkbauten des 14. Jahrhunderts nicht nur in Leutkirch, sondern in ganz Süddeutschland hohen dokumentarischen und exemplarischen Wert für die Architektur-, Bau- und Sozialgeschichte. Das weitgehend intakt erhaltene mittelalterliche Wohnhaus mit seiner reichen wandfesten Ausstattung veranschaulicht eindrucksvoll die Lebens- und Wohnverhältnisse der wohlhabenden Leutkircher Bürger in Mittelalter und früher Neuzeit. Geschützt nach § 12 DSchG |          |
|                | Wohn- und Geschäftshaus                                                                                         | Marktstraße 34                                                                                    |           | Dreigeschossiges, giebelständiges, schmales Wohn- und Geschäftshaus, nachträglich ausgemauertes Fachwerk, zur Marktstraße verkleidet bzw. verputzt, im Erdgeschoss jüngerer Ladeneinbau, Satteldach; um 1600 erbaut, seit 1604 nachweislich Ladengeschäft (u. a. Kramladen, Weinhandlung, Seilerei). Das Gebäude hat dokumentarischen Wert als Bestandteil der langen Reihe der im Kern noch spätmittelalterlichen/frühneuzeitlichen Bürger- und Handwerkerhäuser an der Nordostseite der Leutkircher Marktstraße. Gerade mit seinen späteren Veränderungen ist es auch Beleg für die Einrichtung von zahlreichen Ladengeschäften entlang der Leutkircher Hauptachse im 19. und 20. Jahrhundert. Wie viele andere Geschäftshäuser in der Kernstadt erinnert es daran, dass Leutkirch nach schwierigen Zeiten in den Kriegen des 17. und 18. Jahrhunderts und dem Niedergang der Leinwandproduktion durch den Anschluss an das Eisenbahnnetz in den 1870er und 1880er Jahren als Verwaltungs- und Wirtschaftszentrum einen beträchtlichen Aufschwung nahm. Geschützt nach § 2 DSchG |          |
|                | Ehemaliges Bürgerhaus                                                                                           | Marktstraße 35                                                                                    |           | Dreigeschossiges, giebelständiges Wohn- und Geschäftshaus in Ecklage, verputzter Fachwerkbau, im Erdgeschoss jüngerer Ladeneinbau, 2. Obergeschoss an der Traufseite zum Paradiesgässle stark vorkragend, Satteldach; im Erd- und 1. Obergeschoss Reste eines spätmittelalterlichen Fachwerkgerüstes von 1385 (dendrochronologisch datiert), gotische Holzbohlenecke (inschriftlich bezeichnet 1481) im 2. Obergeschoss, 1628 erstmals urkundlich genannt, umfangreiche Veränderungen in der Frühneuzeit, weitgehende Erneuerung der Innen- und Außenwände, Traufhöhe stark angehoben, neues Satteldach, aufgrund der starken Neigung des Hauses später ein Großteil der Außenwände in Backstein erneuert, im 20. Jahrhundert Decke über dem Erdgeschoss, Fenster und Ausstattung weitgehend erneuert, 2000/01 vollständige Sanierung (dabei der Dachstuhl des stark geneigten Hauses hydraulisch um 1,50 m angehoben). Das Gebäude hat dokumentarischen Wert als eines der ältesten, im Kern noch in das 14. Jahrhundert zurückreichenden Gast-, Bürger- und Handwerkerhäuser an der Leutkircher Marktstraße. Mit seinen späteren Veränderungen ist es zudem Beleg für die Einrichtung von zahlreichen Ladengeschäften entlang der Leutkircher Hauptachse im 19. und 20. Jahrhundert. Es erinnert daran, dass Leutkirch nach schwierigen Zeiten in den Kriegen des 17. und 18. Jahrhunderts und dem Niedergang der Leinwandproduktion durch den Anschluss an das Eisenbahnnetz in den 1870er und 1880er Jahren als Verwaltungs- und Wirtschaftszentrum einen beträchtlichen Aufschwung nahm. Geschützt nach § 2 DSchG |          |
|                | Ehemalige Bäckerei, Fachwerkhaus                                                                                | Marktstraße 39                                                                                    |           | Dreigeschossiger, traufständiger Fachwerkbau, massives Erdgeschoss verputzt mit jüngerem Ladeneinbau anstelle der ursprünglich vorhandenen großen Torfahrt zur Erschließung des Hofes, Obergeschosse ausgemauertes freigelegtes Fachwerk, 1. Obergeschoss zur Marktstraße weit vorkragend, über breiter ornamental verzierter Traufe Satteldach, Dachstuhl mit Verblattungen; im Kern 15. Jahrhundert, seit 1603 Bäckerei nachweisbar, ab 1841 „Langenbeck“, 1982 Bäckereibetrieb aufgegeben,1984 Ladenumbau und Einbau eines Weinlokals, 1983 Instandsetzung, Einbau Großraumlokal im Erdgeschoss, Abriss und Neubau des Anbaus, 1994 Einbau Stehimbiss. Der ehemalige „Langenbeck“ hat städtebauliche Bedeutung als eines der im Kern noch mittelalterlichen Gast- und Bürgerhäuser an der Leutkircher Marktstraße. Zudem erinnert er mit seiner Tradition als Bäckerei in typischer Lage an der zentralen Wegeachse an die Wirtschafts- und Sozialgeschichte der Stadt. Das Gebäude besaß – wie viele andere Leutkircher Häuser auch – einst eine offene Torfahrt, durch die der rückwärtige Teil der Parzelle erreicht werden konnte. Damit erinnert es daran, dass die meisten Bürger und Handwerker in der einstigen Ackerbürgerstadt auch eine Nebenerwerbslandwirtschaft betrieben. Geschützt nach § 2 DSchG |          |
|                | Ehemaliges Bürgerhaus                                                                                           | Marktstraße 41                                                                                    |           | Dreigeschossiges, traufständiges Wohn- und Geschäftshaus, massives Erdgeschoss durch jüngerem Ladeneinbau weitgehend aufgelöst, zwei weit vorkragende, verputzte Fachwerkobergeschosse, zwischen 1. und 2. Obergeschoss breites profiliertes barockes Gesims, Nordwand bis zur Höhe des 2. Obergeschosses von der ehemaligen Stadtmauer gebildet, Satteldach; im Kern 16./17. Jahrhundert, 1625 erstmals urkundlich erwähnt, 1983 Renovierung der Fassade, 1987 Innenrenovierung. Das Gebäude hat dokumentarischen Wert als nördlicher Auftakt der Reihe der im Kern noch spätmittelalterlichen/frühneuzeitlichen Bürgerhäuser an der Nordostseite der Leutkircher Marktstraße am ehemaligen Unteren Tor. Gerade mit seinen späteren Veränderungen ist es auch Beleg für die Einrichtung von zahlreichen Ladengeschäften entlang der Leutkircher Hauptachse im 19. und 20. Jahrhundert. Wie viele andere Geschäftshäuser in der Kernstadt erinnert es daran, dass Leutkirch nach schwierigen Zeiten in den Kriegen des 17. und 18. Jahrhunderts und dem Niedergang der Leinwandproduktion durch den Anschluss an das Eisenbahnnetz in den 1870er und 1880er Jahren als Verwaltungs- und Wirtschaftszentrum einen beträchtlichen Aufschwung nahm. Geschützt nach § 2 DSchG |          |
|                | Ehemaliges Weberhaus                                                                                            | Memminger Straße 11                                                                               |           | |          |
|                | Ehemaliges Bauernhaus                                                                                           | Memminger Straße 19                                                                               |           | |          |
|                | Wohnhaus | Memminger Straße 45                                                                               |           | |          |
|                | Ehemaliges Gasthaus „Zur Sonne“                                                                                 | Memminger Straße 49                                                                               |           | |          |
|                | Ehemaliges Leprosenhaus                                                                                         | Memminger Straße 65                                                                               |           | |          |
|                | Ehemalige Bleiche                                                                                               | Mühlweg 6                                                                                         |           | |          |
|                | Gasthaus „Zum Strauss“                                                                                          | Obere Vorstadtstraße 16                                                                           |           | |          |
|                | Ehemaliges Weberhaus und Stadtmauer                                                                             | Schneegasse 1                                                                                     |           | Zweigeschossiges, traufständiges Wohnhaus, an die Stadtmauer angebaut, an der Schneegasse Zugang zum Untergeschoss mit ehemaliger Weberdunk, Außentreppe zum Erdgeschoss, Satteldach mit Zwerchhaus; 1522 (dendrochronologisch datiert) wurde an die Stadtmauer ein ursprünglich alemannischer Fachwerkbau mit sockelartigem massiven Untergeschoss angefügt, 1751 verkauft der Weber Paulus Schneider das Haus an die Stadt und bleibt als Ratsdiener darin wohnen, 1828 Westwand und ein Teil der Innenwände in Backstein erneuert, Dach ausgebaut, 1901 Dreherwerkstatt in der ehemaligen Weberdunk eingerichtet, 1993 Putz ausgebessert und neuer Anstrich. Das ehemalige Weberhaus, dessen mittelalterlicher Grundriss noch weitgehend erhalten ist, hat hohen dokumentarischen und exemplarischen Wert für die Wirtschaftsgeschichte der Stadt. Mit seinem Webkeller – der sogenannten Dunk – im Sockelgeschoss zeugt es von dem ehemals wichtigsten Gewerbe in Leutkirch, der Leinwandweberei ̧ die im 15./16. Jahrhundert fast die Hälfte der Stadtbevölkerung ernährte. Mit seiner im 19. Jahrhundert veränderten Erscheinung ist es zudem ein anschauliches Beispiel für kleinbürgerliches Wohnen und Werken nach dem Niedergang der Leinwandproduktion im 18. und frühen 19. Jahrhundert. Zusammen mit den anderen Häusern an der Schneegasse bildet das Gebäude ein städtebaulich wirksames Ensembles mit kleinteiliger, handwerklich geprägter Bebauung in typischer Randlage unmittelbar an der Stadtmauer. Geschützt nach § 2 DSchG |          |
|                | Ehemaliges Weberhaus und Stadtmauer                                                                             | Schneegasse 3                                                                                     |           | Zweigeschossiges, traufständiges Wohnhaus, an die Stadtmauer angebaut, an der Schneegasse ehemals Zugang zum massiven Untergeschoss mit ehemaliger Weberdunk, Außentreppe zum Erdgeschoss, Satteldach mit Gauben; im Kern 15./16. Jahrhundert, 1643 erstmals urkundlich erwähnt, in der Folge Wohn- und Arbeitsort von Handwerkern (Weber, Reiffer, Schuhmacher, Zimmermann), 1867 im Besitz von Gustav Geiger, Käshändler, Ende der 1980er Jahre von der Stadt erworben und saniert. Ungeachtet späterer Überformungen hat das ehemalige Weberhaus dokumentarischen und exemplarischen Wert für die Wirtschaftsgeschichte der Stadt. Mit seinem Webkeller – der sog. Dunk – im Sockelgeschoss zeugt es von dem einst wichtigsten Gewerbe in Leutkirch, der Leinwandweberei, die im 15./16. Jahrhundert fast die Hälfte der Stadtbevölkerung ernährte. Zudem ist es ein anschauliches Beispiel für kleinbürgerliches Wohnen und Werken nach dem Niedergang der Leinwandproduktion im 18. und frühen 19. Jahrhundert. Zusammen mit den anderen Häusern an der Schneegasse bildet das Gebäude ein städtebaulich wirksames Ensembles mit kleinteiliger, handwerklich geprägter Bebauung in typischer Randlage unmittelbar an der Stadtmauer. Geschützt nach § 2 DSchG |          |
|                | Ehemaliges Weberhaus und Stadtmauer                                                                             | Schneegasse 5                                                                                     |           | Zweigeschossiges, traufständiges Wohnhaus, an die Stadtmauer angebaut, an der Schneegasse Zugang zum Untergeschoss mit ehemaliger Werkstatt, Außentreppe zum Erdgeschoss, Satteldach; 1621 Vorgängerbau (Weberhaus) erstmals urkundlich erwähnt, in der Folge im Besitz von Handwerkern (Weber, Schuhmacher, Schneider, Milchhändler), 1857 Haus abgebrannt und neu errichtet, 1935 Abortanbau, 1938 Kamin-Umbau und Dachgaube. Das an die Stadtmauer angebaute Haus hat dokumentarischen Wert für die Leutkircher Wirtschaftsgeschichte der Stadt. An seiner Stelle befand sich ein 1857 abgebranntes Weberhaus. Beim Wiederaufbau wurde dessen Struktur mit einer Werkstatt im hohen Sockelgeschoss – analog zu den anderen Häusern an der Ostseite der Schneegasse mit ihren Webkeller – beibehalten. Damit erinnert das Gebäude einerseits an das einst wichtigste Leutkircher Gewerbe, die Leinwandweberei, ist aber vor allem ein anschauliches Beispiel für kleinbürgerliches Wohnen und Werken im 19. und 20. Jahrhundert. Zusammen mit den anderen Häusern an der Schneegasse bildet das Gebäude ein städtebaulich wirksames Ensembles mit kleinteiliger, handwerklich geprägter Bebauung in typischer Randlage unmittelbar an der Stadtmauer. Geschützt nach § 2 DSchG |          |
|                | Ehemaliges Weberhaus und Stadtmauer                                                                             | Schneegasse 7                                                                                     |           | Zweigeschossiges, traufständiges Wohnhaus, an die Stadtmauer angebaut, an der Schneegasse Zugang zum Untergeschoss mit ehemaliger Weberdunk, Außentreppe zum Erdgeschoss, Satteldach; 1626 Vorgängerbau erstmals urkundlich als im Besitz des Webers Hans Wöselin befindlich erwähnt, nach einem Brand um 1750 baute die Stadt ein (Reihen-)Haus für vier Weber, das sogenannte „Neue Haus“ in der Webergasse, blieb bis nach der Mitte des 19. Jahrhunderts im Besitz von Webern, ab 1984 Sanierung, Erneuerung der Fassade. Das ehemalige Weberhaus, das in der Mitte des 18. Jahrhunderts nach einem Brand von der Stadt für vier Weberfamilien neu errichtet wurde, ist ein frühes Beispiel der Sozialfürsorge und Wirtschaftsförderung und hat dokumentarischen Wert für die Leutkircher Wirtschaftsgeschichte. Mit seinen Webkellern – den sog. Dunken – im Sockelgeschoss zeugt es von dem ehemals wichtigste Gewerbe in Leutkirch, der Leinwandweberei ̧ die im 15./16. Jahrhundert fast die Hälfte der Stadtbevölkerung ernährte. Mit seiner bis in die Mitte des 19. Jahrhunderts nachgewiesenen Funktion als Weberhaus erinnert es daran, dass auch nach dem Niedergang der Leinwandproduktion im 18. und frühen19. Jahrhundert weiterhin einige Weber in Leutkirch arbeiteten. Doch beschränkte sich deren Produktion auf Sackleinwand und Rupfen für die Schweiz und die württembergischen und badischen Salinen. Zusammen mit den anderen Häusern an der Schneegasse bildet das Gebäude ein städtebaulich wirksames Ensembles mit kleinteiliger, handwerklich geprägter Bebauung in typischer Randlage unmittelbar an der Stadtmauer. Geschützt nach § 2 DSchG |          |
|                | Ehemaliges Weberhaus und Stadtmauer                                                                             | Schneegasse 9                                                                                     |           | Dreigeschossiges, zur Schneegasse traufständiges Eckhaus, an die Stadtmauer angebaut, massives Erdgeschoss mit ehemaliger Weberdunk, vorkragende Obergeschosse aus verputztem Fachwerk, asymmetrisches Satteldach mit Schleppgauben; im Kern 16./17. Jahrhundert, 1607 erstmals urkundlich erwähnt, im 17./18. Jahrhundert Benefiziathaus St. Kilian (Bewohner Geistlicher mit Pfründe), 1782 verkauft das Rentamt das Haus an den Bauer Michael Brendle, in der Folge im Besitz von Handwerkern. Ungeachtet späterer Überformungen ist das Gebäude wichtiger Teil der Reihe ehemaliger Weberhäuser an der östlichen Schneegasse und hat dokumentarischen Wert für die Wirtschaftsgeschichte der Stadt. Mit seinem Webkeller – der sog. Dunk – im Sockelgeschoss zeugt es von dem einst wichtigsten Gewerbe in Leutkirch, der Leinwandweberei, die im 15./16. Jahrhundert fast die Hälfte der Stadtbevölkerung ernährte. In einer zweiten Zeitschicht diente es zudem aufgrund der räumlichen Nähe zum „geistlichen Viertel“ Leutkirchs am Marienplatz zeitweise als Pfründnerhaus (Benefiziathaus St. Kilian). Damit ist es ein schöner Beleg für den fließenden Übergang zwischen dem kleinen Handwerkerviertel an der östlichen Stadtmauer zum geistlich-katholischen Stadtzentrum am Marienplatz. Geschützt nach § 2 DSchG |          |
| Weitere Bilder | Ehemaliges Spital zum Hl. Geist mit Gedächtniskirche                                                            | Spitalgasse 1                                                                                     |           | Dreigeschossiges, zur Marktstraße giebelständiges, zur Spitalgasse traufständiges Eckgebäude, an der Marktstraße (westlicher Teil) verputzter Massivbau der Gedächtniskirche, im Erdgeschoss Kirchenraum über diesem zwei Obergeschosse, Satteldach mit Widerkehr, östlicher Teil mit zwei Massivgeschossen, darüber freiliegendes konstruktives Fachwerk; 1418 stiftet Hans Meyer aus Memmingen sein Haus, in ihm wird das Spital mit Spitalkirche eingerichtet, gegenüber (südlich) Bau von Scheune (1486), Stallung (1491) und Backküche (1594), 1552–1613 Spitalkirche als Evangelische Stadtkirche genutzt, blieb auch nach dem Bau der Dreifaltigkeitskirche evangelisch, 1589 Erweiterung der Kirche, 1902 Renovierung der Spitalkirche, 1944/47 Erneuerung der nun sogenannten Gedächtniskirche, 1974 nach Verlegung des hier untergebrachten städtischen Entbindungsheims in das Krankenhaus, Stadtbauamt im Spitalgebäude untergebracht, 1975 Erneuerung der Holzfelder-Decke in der Spitalkapelle, 1977 Außenrenovierung, 2001 Sanierung des Gebäudes Spitalgasse 1 und Umbau des angrenzenden Gebäudes Marienplatz 9 zur Büroräumen mit Verbindungsbau. Das Heilig-Geist-Spital ist ein herausragendes und stadtbildprägendes Zeugnis für die Geschichte und die soziale Fürsorge von Leutkirch in charakteristischer historisch-topografischer Stadtrandlage. 1418 machte die Stiftung eines Hauses in unmittelbarer Nähe des Oberen Tores die Einrichtung eines Spitals möglich, das als einzige öffentliche Fürsorgeeinrichtung von immenser Wichtigkeit für die Armen, Alten und Kranken der Stadt war. Geschützt nach § 28 DSchG |          |
|                | Ehemaliges Gasthaus „Storchen“                                                                                  | Storchenstraße 1                                                                                  |           | |          |
|                | Gasthaus „Zum Mohren“                                                                                           | Wangener Straße 1                                                                                 |           | |          |
|                | Ehemaliges Oberamtsgefängnis                                                                                    | Wangener Straße 12/1                                                                              |           | |          |
|                | Ehemaliges Gasthaus „Storchen“                                                                                  | Wangener Straße 28 (siehe auch Storchenstraße 1 ?)                                                |           | |          |
| Weitere Bilder | Fachwerkbau, Ehemalige Hintere Badstube                                                                         | Werkhausgasse 2 + 4                                                                               |           | Zweigeschossiges giebelständiges Wohn- und Geschäftshaus, massives Erdgeschoss mit jüngerem Ladeneinbau, Obergeschoss und Giebel Fachwerk, an der Bachstraße freiliegend, Schopfwalmdach; im Kern Ende 16. Jahrhundert, 1592 „Man soll das hinder Gemach uff der neuen Badstub ausbauen und dem Werkmeister zuweisen“, 1640 Baltus Scheuch, Bader und betitelter Brechenarzt, gibt dem Rat seine Badstube im Badgässle (Bachstraße 8) und nimmt hingegen die Hintere Badstube an, die Wohnung des Werkmeisters verbleibt dem Rat, 1798 Badstube aufgehoben, zuletzt vom Chirurgen Caspar Steudlin betreut, Haus im Besitz des Glasers Johann Heinzelmann, 1830 die Witwe des Zinngießers Kohler hat aus der Werkstätte ihres Mannes „ein artiges Wohnzimmer samt Küche“ hergestellt. Die ehemalige Hintere Badstube hat dokumentarischen und exemplarischen Wert für die Stadt- und Sozialgeschichte Leutkirchs. Als Zeugnis der Alltagskultur am Ausgang des Mittelalters und zu Beginn der Neuzeit steht sie beispielhaft für die einst vielerorts vorhandenen, aber heute nicht mehr erhaltenen Badehäuser, in denen neben der Körperhygiene auch die medizinische Versorgung durch Bader, Brechenärzte (Zahnärzte) und später auch Chirurgen geleistet wurde. Geschützt nach § 2 DSchG |          |
| Weitere Bilder | Stadtmauerturm, Pulverturm                                                                                      | bei Marienplatz 3                                                                                 |           | Rundturm mit Kegeldach, verputzter Massivbau, am Ende des 17. Jahrhunderts errichtet, nachdem ein Stück der Stadtmauer an der Südostecke der Stadt eingestürzt war und wieder aufgebaut wurde, zur Lagerung des Pulvers genutzt, 1804 an Privat verkauft, 1918 von der Stadt zurückgekauft. Der späten 17. Jahrhundert an der Südostecke der Stadt errichtete Pulverturm ist als Teil der in Resten überlieferten Stadtbefestigung ein wichtiges Zeugnis der einstigen Wehrhaftigkeit der Reichsstadt Leutkirch und hat hohen dokumentarischen Wert für die Stadtgestalt und die Stadtgeschichte. Am südlichen und östlichen Altstadtrand hat sich mit Pulverturm, Mauer und Graben ein Teil der nach dem Übergang an Bayern beim großen „Reichsstadtausverkauf“ ab 1804 an Privatleute verkaufte einstige Stadtbefestigung erhalten. Geschützt nach § 28 DSchG |          |
| Weitere Bilder | Stadtbefestigung – Mauerreste und Türme                                                                         | Gänsbühl, Gerberstraße, Marienplatz, Marktstraße, Oberer Graben, Schneegasse, Untere Grabenstraße |           | Die Stadtbefestigung von Leutkirch stammt aus der Zeit der Stadtwerdung im späten 13. und frühen 14. Jahrhundert und umschloss den gesamten Altstadtkern in einem am Fuß der Wilhelmshöhe abgeflachten Oval. Der Mauerzug verfügte über drei Stadttore, von denen Unteres und Oberes Tor die Stadteingänge zur zentralen Straßenachse, der Marktstraße, sicherten, während das Nannenbacher Tor an der Westseite der Stadt Zugang zu den umliegenden landwirtschaftlichen Flächen erlaubte. Die Stadtmauer wurde zusammen mit dem davor liegenden Stadtgraben ab 1804 beim großen „Reichsstadtausverkauf“ zur Verringerung der städtischen Schuldenlast an Privatleute verkauft, der Graben später verfüllt und teilweise überbaut. Weite Teil der Stadtmauer sowie die drei Stadttore im Norden, Westen und Osten der Stadt wurden in der Folge abgetragen. Heute haben sich größere Reste der Stadtmauer (teilweise mit Stadtgraben) an der Südostecke der Stadt beim Pulverturm, an der Ostseite zwischen Gänsbühl und Viehmarktplatz und im Bereich der Evangelischen Stadtkirche erhalten. Die erhaltenen Stadtmauerreste mit dem an mehreren Stellen im Stadtgrundriss noch gut ablesbaren Grabenbereich, dem Pulver- und dem Bockturm sind wesentliche Elemente der Stadtgründung im späten 13. Jahrhundert und haben für die Stadtgestalt und die Stadtgeschichte einen hohen dokumentarischen Wert. Darüber hinaus prägt der Bockturm zusammen mit den Türmen der beiden Pfarrkirchen die äußere Stadtsilhouette in entscheidendem Maße. Geschützt nach § 2 DSchG |          |
|                | Sühnekreuz | Wurzacher Straße, (gegenüber Nibelweg)                                                            |           | |          |

### Diepoldshofen
| Bild | Bezeichnung                          | Lage                       | Datierung | Beschreibung | ID |
| ---- | ------------------------------------ | -------------------------- | --------- | ------------ | -- |
|      | Gasthaus „Zum Adler“                 | In der Vorstadt 18         |           |              |    |
|      | Ökonomiegebäude des Gasthauses Adler | In der Vorstadt 18         |           |              |    |
|      | Einhaus                              | Brändlesstock 3            |           |              |    |
|      | Ehemaliges Pfarrhaus                 | Pfarrer-Lamprecht-Straße 1 |           |              |    |
|      | Katholisches Pfarrhaus               | Achtalstraße 16            |           |              |    |
|      | Lourdeskapelle                       | Achtalstraße 16            |           |              |    |
|      | Passionskreuz                        | Parzelle Nr. 14            |           |              |    |
|      | Kapelle Riedlings                    | Riedlings 14               |           |              |    |
|      | Kapelle Hünlishofen                  | Hünlishofen 10             |           |              |    |

### Friesenhofen
| Bild           | Bezeichnung                                                  | Lage                                     | Datierung | Beschreibung | ID |
| -------------- | ------------------------------------------------------------ | ---------------------------------------- | --------- | --- | -- |
|                | Wohnhaus Fachwerkbau                                         | Friesenhofen, Rimpacher Straße 25        |           | |    |
|                | Einhaus                                                      | Friesenhofen, Rimpacher Straße 21        |           | |    |
|                | Schildausleger des Gasthofs „Zum Kreuz“                      | Friesenhofen, Rimpacher Straße 7         |           | |    |
|                | Passionskreuz Konrad                                         | Friesenhofen, Konrad-Hegenauer-Straße 15 |           | |    |
|                | Pfarrhaus                                                    | Friesenhofen, Pfarrweg 2                 |           | |    |
|                | Wasch- und Backhaus                                          | Friesenhofen, Pfarrweg 2                 |           | |    |
| Weitere Bilder | Katholische Pfarrkirche St. Petrus und Paulus mit Ummauerung | Friesenhofen, Pfarrweg 1                 |           | |    |
|                | Wegekreuz                                                    | Friesenhofen, Parzelle Nr. 98/1          |           | |    |
|                | Wegekreuz                                                    | Friesenhofen, Parzelle Nr. 130/2         |           | |    |
|                | Wegekapelle an der Eschachbrücke                             | Friesenhofen, Parzelle Nr. 155/2         |           | |    |
|                | Gehöft                                                       | Bottentann, Bottentann 2                 |           | |    |
| Weitere Bilder | Kapelle                                                      | Ellmeney, Ellmeney-Friesenhofen 8        |           | Die Kapelle liegt zwischen Leutkirch und Isny etwa 1,5 km östlich von Rimpach. Der Weiler Ellmeney liegt inmitten des Waldes der Adelegg. Die heutige Kapelle ist ein Fachwerkbau. Der Eingang in die Kapelle erfolgt über den Chor. Am Chorbogen steht die Jahreszahl 1736. Der Hauptaltar mit einem Geißelheiland und die beiden Seitenaltäre sind im Stil des Barock ausgeführt. Ölgemälde stellen zwei Heilige mit den Attributen ihrer Martyrien dar: den hl. Dionysius mit dem abgeschlagenen Kopf und den hl. Erasmus, der sein Gedärm auf einer Winde aufhaspelt. |    |
|                | Kaplanhaus                                                   | Rimpach, Rimpach 3                       |           | |    |
|                | Filialkapelle St. Leonhard                                   | Rimpach, Rimpach 4                       |           | Die Kapelle befindet sich an der L 318, die Leutkirch mit der Stadt Isny im Allgäu verbindet. Das von einer schulterhohen Mauer umgebene Schloss ist über einen Gang mit der Kapelle verbunden. Eine erste Kapelle wurde vermutlich schon im Jahre 1471 an der Stelle errichtet. Die heutige Kapelle mit ihrer Rokoko-Kirchenausstattung ließ Franz Karl Eusebius von Waldburg-Friedberg und Trauchburg im Jahre 1765 erbauen. Der Thumb-Schüler Johann Georg Specht war der Baumeister. Die Fresken stammen von Franz Anton Dick und Bildhauer war Konrad Hegenauer.     |    |
| Weitere Bilder | Jagdschloss Rimpach                                          | Rimpach, Rimpach 5                       |           | Das Schlossensemble, im Besitz der Familie von Waldburg-Zeil, besteht aus einem ehemaligen fürstbischöflichen Jagdschloss mit einem Spiegelsaal sowie Gasthaus und Schlosskapelle. |    |
|                | Pächterhaus                                                  | Rimpach, Rimpach 6                       |           | |    |
|                | Ehemaliges Bräuhaus                                          | Rimpach, Rimpach 8                       |           | |    |
|                | Gasthaus „Zum Hirsch“                                        | Rimpach, Rimpach 9                       |           | |    |

### Gebrazhofen
| Bild           | Bezeichnung                                       | Lage                                  | Datierung | Beschreibung | ID |
| -------------- | ------------------------------------------------- | ------------------------------------- | --------- | --- | -- |
|                | Ehemaliges Gasthaus „Zum Hirsch“                  | Gebrazhofen, Vogteistraße 1           |           | |    |
|                | Rathaus                                           | Gebrazhofen, Vogteistraße 6           |           | |    |
|                | Pfarrhaus                                         | Gebrazhofen, Vogteistraße 7           |           | |    |
|                | Katholische Pfarrkirche Mariä Himmelfahrt         | Gebrazhofen, Vogteistraße 13          |           | |    |
|                | Wohn- und Geschäftshaus                           | Gebrazhofen, Schulstraße 4            |           | |    |
|                | Passionskreuz                                     | Gebrazhofen, Parzelle Nr. 205/1       |           | |    |
|                | Wegkapelle                                        | Gebrazhofen, Parzelle Nr. 214/2       |           | |    |
|                | Einhaus                                           | Engelboldshofen, Engelboldshofen 10   |           | |    |
|                | Pfarrhaus                                         | Engerazhofen, Wolferazhofer Straße 5  |           | |    |
|                | Katholische Pfarrkirche                           | Engerazhofen, Wolferazhofer Straße 2  |           | |    |
| Weitere Bilder | La-Salette-Kapelle                                | Engerazhofen, Zur La Salette 8        |           | Die Kapelle wurde 1864 erbaut und ist ein kirchlich anerkannter Wallfahrtsort und Kirche der kleinen Gemeinschaft der Missionare Unserer lieben Frau von La Salette. |    |
|                | Lourdesgrotte                                     | Engerazhofen, bei Engerazhofen Nr. 31 |           | |    |
|                | Lindenkapelle                                     | Enzlesmühle, Enzlesmühle 33/1         |           | |    |
|                | Ortskapelle                                       | Liezenhofen, Liezenhofen 3b           |           | |    |
|                | Pfarrhaus                                         | Merazhofen, Waltershofer Straße 4     |           | Pfarrhaus von 1778 |    |
|                | Pfarrscheuer                                      | Merazhofen, Waltershofer Straße 2     |           | |    |
| Weitere Bilder | Katholische Pfarrkirche St. Gordian und Epimachus | Merazhofen, Waltershofer Straße 3     |           | |    |
| Weitere Bilder | Friedhofskapelle (Lourdeskapelle)                 | Merazhofen, Pfarrer-Hieber-Weg 6      |           | |    |
|                | Passionskreuz                                     | Merazhofen, Parzelle Nr. 47/1         |           | |    |
|                | Uttenmühle                                        | Uttenhofen, Uttenhofen 1              |           | |    |
|                | Wegkapelle                                        | Uttenhofen, Parzelle Nr. 32           |           | |    |

### Herlazhofen
| Bild           | Bezeichnung                                          | Lage                                   | Datierung | Beschreibung | ID |
| -------------- | ---------------------------------------------------- | -------------------------------------- | --------- | ------------ | -- |
|                | Kapelle St. Johannes und St. Paulus                  | Herlazhofen, Dorfstraße 2              |           |              |    |
|                | Pfarrhaus                                            | Herlazhofen, Dorfstraße 31             |           |              |    |
|                | Pfarrscheuer                                         | Herlazhofen, Dorfstraße 31/1           |           |              |    |
|                | Einhaus                                              | Herlazhofen, Dorfstraße 44             |           |              |    |
|                | Ausgedinghaus                                        | Herlazhofen, Dorfstraße 44             |           |              |    |
|                | Katholische Pfarrkirche St. Stephanus                | Herlazhofen, Kirchplatz 3              |           |              |    |
|                | Gasthaus „Zum Adler“                                 | Herlazhofen, Kirchplatz 10             |           |              |    |
|                | St. Wendelin-Kapelle                                 | Bettelhofen, Bettelhofen 15            |           |              |    |
|                | Ehemalige Mühle „Fischereihof“                       | Ellerazhofen, Ellerazhofen 3           |           |              |    |
|                | Einhaus                                              | Ellerazhofen, Ellerazhofen 6           |           |              |    |
|                | Bemaltes Scheuentor                                  | Ellerazhofen, Ellerazhofen 2a          |           |              |    |
|                | St. Vitus-Kapelle                                    | Ellerazhofen, Ellerazhofen 7           |           |              |    |
|                | Schildausleger am Gasthaus „Zum Rössle“              | Haselburg, Haselburg 1                 |           |              |    |
|                | Einhaus                                              | Haselburg, Haselburg 5                 |           |              |    |
|                | Wegkreuz                                             | Haselburg, bei Haus Nr. 10             |           |              |    |
|                | Wegkapelle                                           | Heggelbach, bei Haus Nr. 6             |           |              |    |
|                | Filialkirche St. Nikolaus mit Ummauerung             | Heggelbach, Heggelbach 24              |           |              |    |
|                | Passionskreuz                                        | Heggelbach, Parzelle 44/2              |           |              |    |
|                | Ortskapelle                                          | Lanzenhofen, Lanzenhofen 11            |           |              |    |
|                | Flurkreuz                                            | Lanzenhofen,, Parzelle Nr. 2           |           |              |    |
|                | Gasthaus „Zum Jägerhaus“                             | Sonthofen, Sonthofen 4                 |           |              |    |
|                | Hausfigur St. Wolfgang                               | Tautenhofen, Leutkircher Straße 12     |           |              |    |
| Weitere Bilder | Kapelle St. Silvester                                | Tautenhofen, An der Silvesterkapelle 1 |           |              |    |
|                | Pfarrhaus                                            | Urlau, Martinsweg 3                    |           |              |    |
|                | Gasthaus „Zum Hirsch“                                | Urlau, Unterer Dorfweg 4               |           |              |    |
|                | Wohnhaus                                             | Urlau, Martinsweg 2                    |           |              |    |
|                | Katholische Pfarrkirche mit Ummauerung               | Urlau, Martinsweg 1                    |           |              |    |
|                | Ortskapelle                                          | Weipoldshofen, Weipoldshofen 14        |           |              |    |
|                | Pfarrhaus                                            | Willerazhofen, Willerazhofen 7         |           |              |    |
|                | Pfarrscheuer                                         | Willerazhofen, Willerazhofen 7a        |           |              |    |
|                | Hofkapelle                                           | Willerazhofen, Willerazhofen 17        |           |              |    |
|                | Katholische Pfarrkirche St. Margareta mit Ummauerung | Willerazhofen, Willerazhofen 21        |           |              |    |

### Hofs
| Bild           | Bezeichnung                                   | Lage                         | Datierung | Beschreibung | ID |
| -------------- | --------------------------------------------- | ---------------------------- | --------- | ------------ | -- |
| Weitere Bilder | Katholische Pfarrkirche St. Gallus und Magnus | Hofs, An der Aach 7          |           |              |    |
|                | Ehemaliges Mesnerhaus                         | Hofs, An der Aach 8          |           |              |    |
|                | Pfarrhaus                                     | Hofs, An der Aach 9          |           |              |    |
|                | Einhaus                                       | Hofs, Lochbühler Straße 4    |           |              |    |
|                | Schildausleger Gasthaus Adler                 | Ausnang, Am Weidenbach 8     |           |              |    |
|                | Handwerkerhaus (Wagnerei)                     | Ausnang,, Am Weidenbach 33   |           |              |    |
|                | Ehemalige Mühle                               | Ausnang, Am Weidenbach 40    |           |              |    |
|                | Einhaus, Obergeschoss Fachwerk                | Ausnang, Am Weidenbach 60    |           |              |    |
|                | Ausgedinghaus                                 | Ausnang, Oberer Mühlenweg 7  |           |              |    |
|                | Einhaus                                       | Ausnang, Ausnang 65          |           |              |    |
|                | Kreuzigungsgruppe                             | Dietmanns, Dietmanns 9       |           |              |    |
|                | Offene Flurkapelle                            | Dietmanns, Flur Dietmanns    |           |              |    |
|                | Kapelle St. Ottilie                           | Raggen, Raggen 11            |           |              |    |
|                | St.-Leonhards-Kapelle                         | St. Leonhard, St. Leonhard 4 |           |              |    |

### Reichenhofen
| Bild           | Bezeichnung                                           | Lage                                     | Datierung | Beschreibung | ID |
| -------------- | ----------------------------------------------------- | ---------------------------------------- | --------- | --- | -- |
|                | Pfarrhaus                                             | Reichenhofen, Kirchstraße 2 (Karte)      |           | |    |
|                | Pfarrscheuer                                          | Reichenhofen, Kirchstraße 4 (Karte)      |           | | BW |
|                | Ehemalige Mühle                                       | Reichenhofen, Mühlbachstraße 13          |           | |    |
| Weitere Bilder | Katholische Pfarrkirche mit Ummauerung                | Reichenhofen, Kirchweg 8 (Karte)         |           | |    |
|                | Flurkreuz                                             | Reichenhofen, Parzelle Nr. 150           |           | |    |
|                | Passionskreuz                                         | Reichenhofen, Parzelle Nr. 151           |           | |    |
| Weitere Bilder | Ortskapelle Auenhofen                                 | Auenhofen, Auenhofstraße 32 (Karte)      |           | |    |
|                | Ortskapelle Haid                                      | Haid, Haid 16                            |           | |    |
|                | Ortskapelle                                           | Herbrazhofen, Am Tobelbach 14            |           | |    |
|                | Flurkreuz                                             | Herbrazhofen, Parzelle Nr. 97/2          |           | |    |
| Weitere Bilder | Filialkirche St. Stephan mit Ummauerung               | Mailand, Mailand 12 (Karte)              |           | |    |
| Weitere Bilder | Kapelle St. Wolfgang                                  | St. Wolfgang, St. Wolfgang 2 (Karte)     |           | |    |
|                | Sebastianssäule                                       | Sebastianssaul, bei Haus Nr. 2           |           | |    |
| Weitere Bilder | Kapelle                                               | Sebastianssaul, Sebastianssaul 4 (Karte) |           | |    |
| Weitere Bilder | Katholische Filialkirche St. Magnus mit Mauer und Tor | Unterzeil, Greishofstraße 2 (Karte)      |           | Die von einer Wehrmauer umgebene Kirche liegt am nordöstlichen Rand des Ortes, auf einer kleinen Anhöhe oberhalb der Wurzacher Ach. Unmittelbar außerhalb der südlichen Mauer befindet sich der ehemalige Widdumhof mit Zehntscheuer, das heutige Rathaus von Unterzeil. Die Kirche ist ein einschiffiges Langhaus mit westlich hervortretendem Turm und Strebepfeilern. Der Baumeister ist vermutlich derselbe, der die benachbarte 1514 grundsteingelegte wesentlich größere Kirche St. Martin in Leutkirch erbaute. Im Jahre 1612 wurde in Schloss Zeil die Kollegiatstiftskirche St. Maria fertiggestellt. Seit diesem Zeitpunkt ist St. Magnus eine Filialkirche von St. Maria. Nach Zerstörungen während des Dreißigjährigen Krieges erhielt der Turm in den Jahren 1684 bis 1690, der Mode der Zeit entsprechend, ein Zwiebeldach. Im Jahre 1828 brannten Kirche und Turm vollkommen ab. Beim Wiederaufbau erhielt er sein heutiges Aussehen, mit dem achteckigen Helm ruhend auf einem Achteckgeschoss mit Eckpilastern.                                                         |    |
|                | Leichenhalle (Seelhäuschen)                           | Unterzeil, Greishofstraße 2 (Karte)      |           | |    |
| Weitere Bilder | Schloss Zeil – Sachgesamtheit einer Schlossanlage     | Zeil, Zeil 1 (Karte)                     |           | Das Gebäude bildet zusammen mit dem runden Nordturm Nr. 16 und den Gebäuden Nr. 17/18/19/20/21 (Kirchgang) sowie mit dem Hofgarten (Parzellennr. 41/1) und dem durch die Gebäude Nr. 2, 3, 4, 5, 6, 7, 12 und 13 bestimmten, ehemaligen Wirtschaftshof mit Beamtenwohnungen die Sachgesamtheit einer Schlossanlage. Schloss Zeil ist die Residenz der Nachfahren der Fürsten von Waldburg-Zeil. Der 752 m hoch gelegene Standort des Schlosses auf einer eiszeitlichen Endmoräne war schon in der Hallstattzeit besiedelt. Im Mittelalter wurde durch die Truchsessen von Waldburg eine kleine Burg errichtet, die 1598 abgebrochen wurde. Unter Truchsess Froben von Waldburg-Zeil wurde von 1599 bis 1614 das heutige vierflügelige Schloss im Stil der Renaissance errichtet. Schon vorher hatte er eine Kirche und ein Hauskloster errichten lassen. Die umgebende Gartenanlage der Renaissancezeit wurde im Barock, im 19. Jahrhundert und im 20. Jahrhundert dem Geschmack der jeweiligen Zeit angepasst, seit den 1930er Jahren jedoch wieder im Sinne der Renaissance verändert. |    |
|                | Pfarrhaus                                             | Zeil, Zeil 24 (Karte)                    |           | |    |
| Weitere Bilder | Katholische Pfarrkirche St. Maria                     | Zeil, Zeil 26 (Karte)                    |           | |    |
| Weitere Bilder | Ehemalige Fürstliche Hofapotheke                      | Zeil, Zeil 29 (Karte)                    |           | |    |
| Weitere Bilder | Gasthaus „Grüner Baum“                                | Zeil, Zeil 38 (Karte)                    |           | |    |

### Winterstetten
| Bild | Bezeichnung                           | Lage                                  | Datierung | Beschreibung | ID |
| ---- | ------------------------------------- | ------------------------------------- | --------- | ------------ | -- |
|      | Ehemaliges Einhaus, Fachwerk          | Winterstetten, Winterstetten 7        |           |              |    |
|      | Kapelle St. Magnus                    | Winterstetten, Emerlanden 8           |           |              |    |
|      | Wegkreuz                              | Winterstetten, Parzelle Nr. 29        |           |              |    |
|      | Ehemaliges Einhaus, Fachwerk          | Emerlander Mühle, Emerlander Mühle 16 |           |              |    |
|      | Ehemalige Mühle, Hauskruzifix         | Emerlander Mühle, Emerlander Mühle 17 |           |              |    |
|      | Einhaus mit Fachwerk                  | Isgazhofen, Isgazhofen 14             |           |              |    |
|      | Katholische Pfarrkirche St. Gertrud   | Hinznang, Frauenaller Straße 4        |           |              |    |
|      | Grenzstein „Dreiländerstein“          | Hinznang, Parzelle Nr. 185            |           |              |    |
|      | Gutskapelle St. Agatha, Brunnenanlage | Schmidsfelden, Schmidsfelden 14       |           |              |    |
|      | Ehemaliges Einhaus                    | Schmidsfelden, Schmidsfelden 18       |           |              |    |

### Wuchzenhofen
| Bild           | Bezeichnung                                   | Lage                                  | Datierung | Beschreibung | ID |
| -------------- | --------------------------------------------- | ------------------------------------- | --------- | ------------ | -- |
| Weitere Bilder | Katholische Pfarrkirche St. Johannes Baptista | Wuchzenhofen, Untere Kirchstraße 2    |           |              |    |
|                | Friedhofskapelle                              | Wuchzenhofen, Luttolsberger Straße 19 |           |              |    |
|                | Passionskreuz                                 | Wuchzenhofen, Parzelle Nr. 91         |           |              |    |
|                | Flurkreuz                                     | Wuchzenhofen, Parzelle Nr. 214        |           |              |    |
|                | Ehemaliges Gasthaus, Fachwerk                 | Adrazhofen, Rathausstraße 39          |           |              |    |
|                | Ehemalige Schmiede                            | Adrazhofen, Hofser Straße 7           |           |              |    |
|                | Hakengehöft, Fachwerk                         | Adrazhofen, Tannhöfe 12               |           |              |    |
| Weitere Bilder | Ortskapelle St. Fridolin                      | Adrazhofen, Kapellenweg 1             |           |              |    |
|                | Passionskreuz                                 | Adrazhofen, Parzelle Nr. 95           |           |              |    |
|                | Kapelle Balterazhofen                         | Balterazhofen, Balterazhofen 14       |           |              |    |
|                | Flurkreuz                                     | Balterazhofen, Parzelle Nr. 7         |           |              |    |
|                | Bildstock                                     | Balterazhofen, Parzelle Nr. 42        |           |              |    |
|                | Flurkreuz                                     | Eisenbrechtshofen, Parzelle Nr. 9/2   |           |              |    |
|                | Kapelle Lauben                                | Lauben, Lauben 10                     |           |              |    |
|                | Brunnenanlagen Luttolsberg                    | Luttolsberg, Luttolsberg 12           |           |              |    |
|                | Einhaus, Fachwerk                             | Niederhofen, Grafenbrandhöfe 10       |           |              |    |
|                | Einhaus                                       | Ottmannshofen, Ottmannshofen 50       |           |              |    |
|                | Ehemaliges Pfarrhaus                          | Ottmannshofen, Oberer Ölweg 1         |           |              |    |
| Weitere Bilder | Katholische Pfarrkirche St. Bartholomäus      | Ottmannshofen, Oberer Ölweg 4         |           |              |    |
|                | Passionskreuz                                 | Ottmannshofen, Parzelle Nr. 95        |           |              |    |
|                | Flurkreuz                                     | Wielazhofen, Parzelle Nr. 57          |           |              |    |